# LUMIX

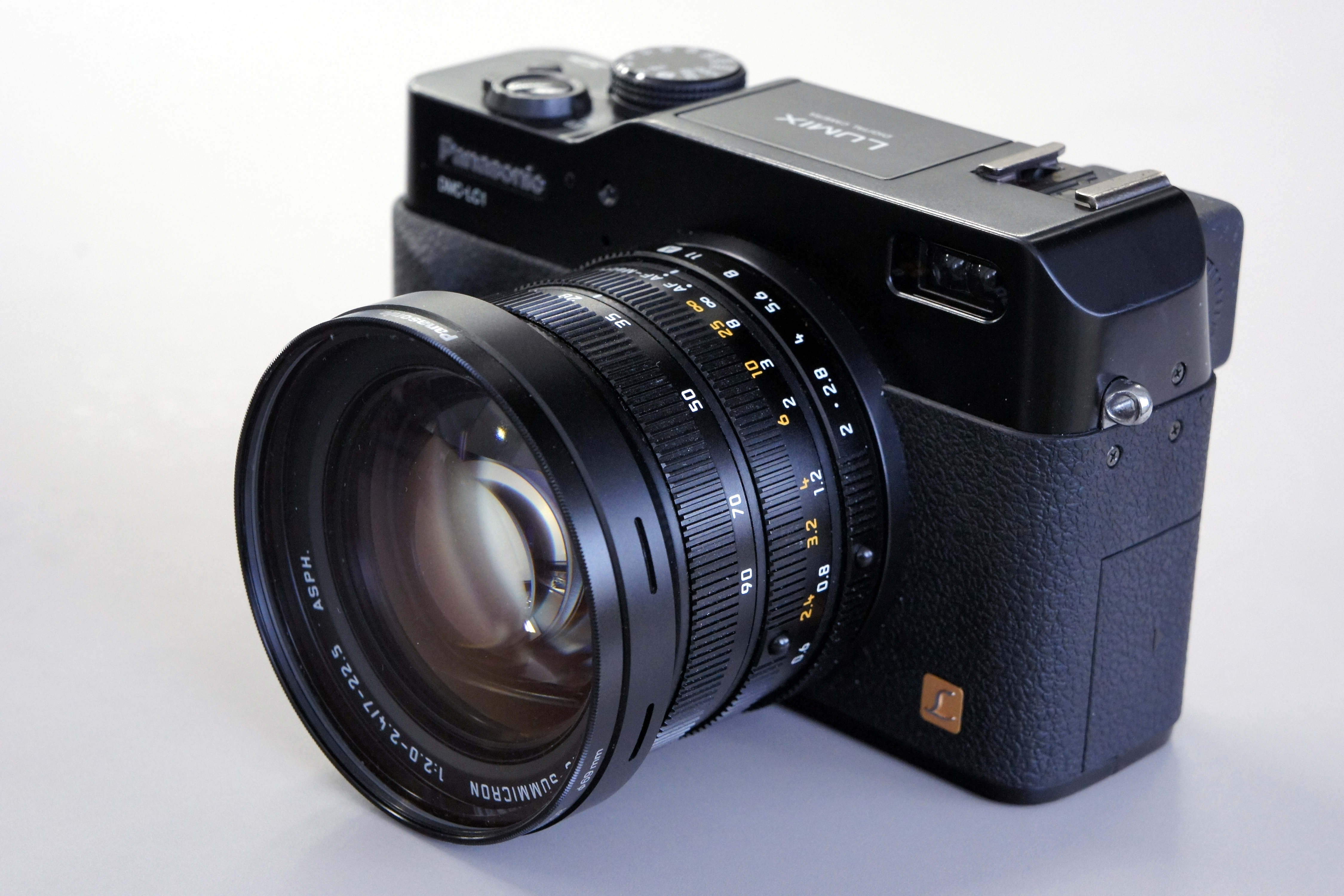
DMC-LC1（2004年リリース）

LUMIX（ルミックス）は、2001年より販売されているパナソニック(旧・松下電器産業)製デジタルカメラのブランド。
ブランドメッセージ
- 英語: 「Motion. Picture. Perfect.」
- 日本語: 「写真も映像も、想いのままに。」

## 概要
1997年から2000年までは、系列会社である松下寿電子工業（パナソニック四国エレクトロニクス→現パナソニック ヘルスケア）の開発、製造による「COOLSHOT」ブランドにてデジタルカメラを販売していたが、他社に比べてシェアの差を開けられていた。
その後、デジタルカメラが本格的に普及、フィルムカメラに取って代わるほどの勢いに達しようとしていた実状を見据え、2001年にパナソニックは新ブランドLumixでの本格的なデジタルカメラへの参入を決断し、そのフラグシップ機として「DMC-LC5」、およびウルトラコンパクトサイズの普及機「DMC-F7」を2001年11月にリリースした。当時パナソニックはデジタルカメラの製造においては後述するライカ社の技術協力を必要としていたが、デジタルカメラの部品の中で最も高価なパーツであるCCDイメージセンサを内製しており、その点においては優越的地位にあった。
LUMIX最大の特徴としては独ライカとの提携による、ライカのライセンス許諾を受けた高性能レンズの搭載が挙げられる。以前からデジタルビデオカメラの分野で提携を行っていた松下とライカが、デジタルカメラ分野でも提携を行い、レンズの共同設計とライカの認定を受けたレンズ製造を行なうことで、デジタルカメラに最適なレンズを作り出している。現在ではライカのライセンス許諾を得た「DCバリオ・ズミルックス」「DCバリオ・ズミクロン」「DCバリオ・エルマリート」、エントリー製品向けに「DCバリオ・エルマー」「DCバリオ・ズマリット」、ライカブランドを冠していない「ルミックスDCバリオレンズ」が使われている（それら以前にも、パナソニックフォトライティングがライカミニをOEMで供給していた）。
2002年秋からは独自開発の映像処理エンジン「ヴィーナスエンジン」が「DMC-F1」と「DMC-FZ1」に初搭載され、高速な画像処理を行いながら、一層の高画質を実現した。
2005年には、オリンパスと米コダックの提唱したフォーサーズシステムに賛同、オリンパスとフォーサーズシステム規格のデジタル一眼レフカメラの開発を行うと表明した。2006年2月に開催されたアメリカ最大の写真ショーPMAにて、その第1号機「DMC-L1」が発表され、7月22日に発売された。ヴィーナスエンジンなどこれまでの製品開発で培ってきた技術が生かされており、レンズ開発ではライカの協力が得られた製品が出される（前述のPMAでの発表では、ライカのフォーサーズ・システム規格への賛同発表も行われている）など、様々な点で注目を集めている。
2008年にはオリンパスと共同でフォーサーズシステムの拡張規格である、マイクロフォーサーズシステムを策定、その第1号機「DMC-G1」を発表した。2011年後半からは「DMC-FX90」を筆頭にWi-Fi機能を搭載したモデルも展開されている。
2018年9月、ライカ、SIGMAとの協業である「Lマウントアライアンス」への参画を発表。同時に、フルサイズセンサーを搭載した、LumixブランドのLマウント機の開発を発表した。なお、既存マイクロフォーサーズシステムの開発は継続するとしている。

## ヴィーナスエンジン
画像処理エンジンは、世代別に下記に分類される。なおヴィーナスエンジン（Venus Engine ）は、同社が推進するUniPhierベースのチップではない。なお付属のRAW画像現像ソフトの画像処理エンジンは市川ソフトラボラトリー製であり、カメラ内でヴィーナスエンジンによって現像されたものとは違う傾向（Silkypix風の）の画像を出力する。
- Venus Engine - 2002年

高画質と高速処理を両立するために開発。ヴィーナスエンジン・プラスはこのチップをベースにしている。
斜め方向の解像度改善（通常エンジンの1.5倍）
マルチタスクイメージプロセッシングによる並行処理
- Venus Engine II - 2004年

搭載モデルが上位モデルに限定されていることからもわかる通り、主に高画質化を目指して開発された。このチップ以降（ヴィーナスエンジン・プラスを除く）は手ぶれ補正がハードウェア処理されている。
手振れ補正強化（480[回/秒]→4,000[回/秒]）
縦横方向解像度改善（約10%）
色再現性の向上（4軸色補正→12軸色補正）
2DNR強化（暗部ノイズの低減・美肌処理）
倍率色収差補正
フリー連写対応
製造プロセス：130[nm]
最大動作周波数：50[MHz]
- Venus Engine Plus - 2005年

エントリーモデルに搭載するために開発されたチップ。再現性こそヴィーナスエンジンIIに劣るが、省電力化とヴィーナスエンジンII並みの高速処理を実現している。
省電力化、高速処理化、コストダウン
フリー連写対応
- Venus Engine III - 2006年

ヴィーナスエンジンIIをベースに省電力化を実現したチップであるが、従来からLUMIXが最も苦手だった高感度撮影をハードウェア処理に変更している。
省電力化、NR強化
高感度撮影対応
高速連写モード対応
一部の収差補正を追加
製造プロセス：65[nm]
最大動作周波数：100[MHz]
- Venus Engine IV - 2008年

インテリジェントISO感度コントロールをハードウェア処理に変更している。iA（インテリジェントオート）の機能を内蔵したことで、名称もおまかせiAとなっている。
高感度撮影時のNR向上（フィルターによる分離処理）
インテリジェントISO感度コントロールの精度向上
おまかせiAのシーン認識搭載
ブレ補正搭載
省電力化、NR強化
- Venus Engine HD - 2008年

2009年以降は、動画撮影モデルに搭載されているが、元々はDMC-G1のために開発されたチップである。そのため、ヴィーナスエンジンIVと比べて、省電力化と高速処理がより強化されている。
2CPU構成
AVCHD Lite動画撮影対応（MPEG4 AVC/H.264対応、Dolby Digitalの高音質化）
HDMI出力対応
高精度の認識可能（個人認識をはじめとする高度な認識処理が可能）
再生速度の高速化（当社従来機種比、1枚再生時で最大約4倍、12画面再生時で最大約8倍、32画面再生時で最大約17倍の画像送り）
省電力化（Venus Engine IV比 約15％）
高速処理（Venus Engine IV比 約2.4倍）
- Venus Engine V - 2009年

ヴィーナスエンジンHDのコストダウン化が図られているチップである。そのため、スペック的にはヴィーナスエンジンIVよりも強化されている。
2CPU構成、コストダウン、再生速度の高速化、高精度の認識、省電力化、高速処理
- Venus Engine VI，Venus Engine HD II - 2010年

スペック的には共通点が多いが、いずれもマイナーチェンジとして前チップよりいくつかの機能が追加されている。
HDMI出力対応
AVCHD Lite動画撮影対応（Venus Engine HD IIのみ）
超解像技術搭載（高感度撮影時のNRなど）
省電力化・高速処理
新・手ぶれ補正（POWER O.I.S.）の精度向上
- Venus Engine FHD - 2010年

Venus Engine HD IIをベースに、動画撮影機能の強化と高速処理化を目指して開発されたチップである。 
3CPU構成
ISO感度の精度向上（ISO 10000相当の高感度撮影が可能）
3D画像撮影対応（ミラーレスモデルのみ、別売の3Dレンズが必要）
新・超解像技術による画像処理能力の向上
インテリジェントDレンジコントロールの追加
HDMI出力対応
AVCHD動画撮影対応（1080/30p動画撮影が可能）
高速処理化
高精度の認識可能（個人認識をはじめとする高度な認識処理が可能）
- Venus Engine FHD - 2011年

前年のチップのマイナーチェンジとして、いくつかの機能を追加。
iAの精度向上（インテリジェントオート・プラス搭載）
クリエイティブコントロール搭載
コストダウン、 高速処理化
- New Venus Engine - 2012年

この代以降ナンバリングが付かなくなる。ルミックスGシリーズのG5で初採用。
演算処理の向上
拡張ISO感度搭載
HDR撮影対応
AVCHD Progressive動画撮影対応（1080/60p動画撮影が可能）
- New Venus Engine - 2013年

従来のチップでは対処が難しかった大きなサイズのノイズを抑制し、ざらつきのない画質を実現。ルミックスGシリーズのG6で初採用。主に4K非対応モデルに搭載。
演算処理の向上
拡張ISO感度の精度向上により、拡張ISO 25600に対応
フォーカスピーキング機能に対応
- New Venus Engine - 2014年

ルミックスGシリーズのGH4で初採用。
4CPU採用による演算処理の向上
4K動画撮影対応（4K/30p動画撮影が可能）
新マルチプロセスNR
新ガンマ補正処理
回折補正処理
広帯域輪郭強調処理（広帯域アパーチャーフィルター）
3次元色コントロール
HDR処理、RAW現像対応
拡張ISO感度100搭載
空間認識技術（DFD*テクノロジー）搭載

## 歴史

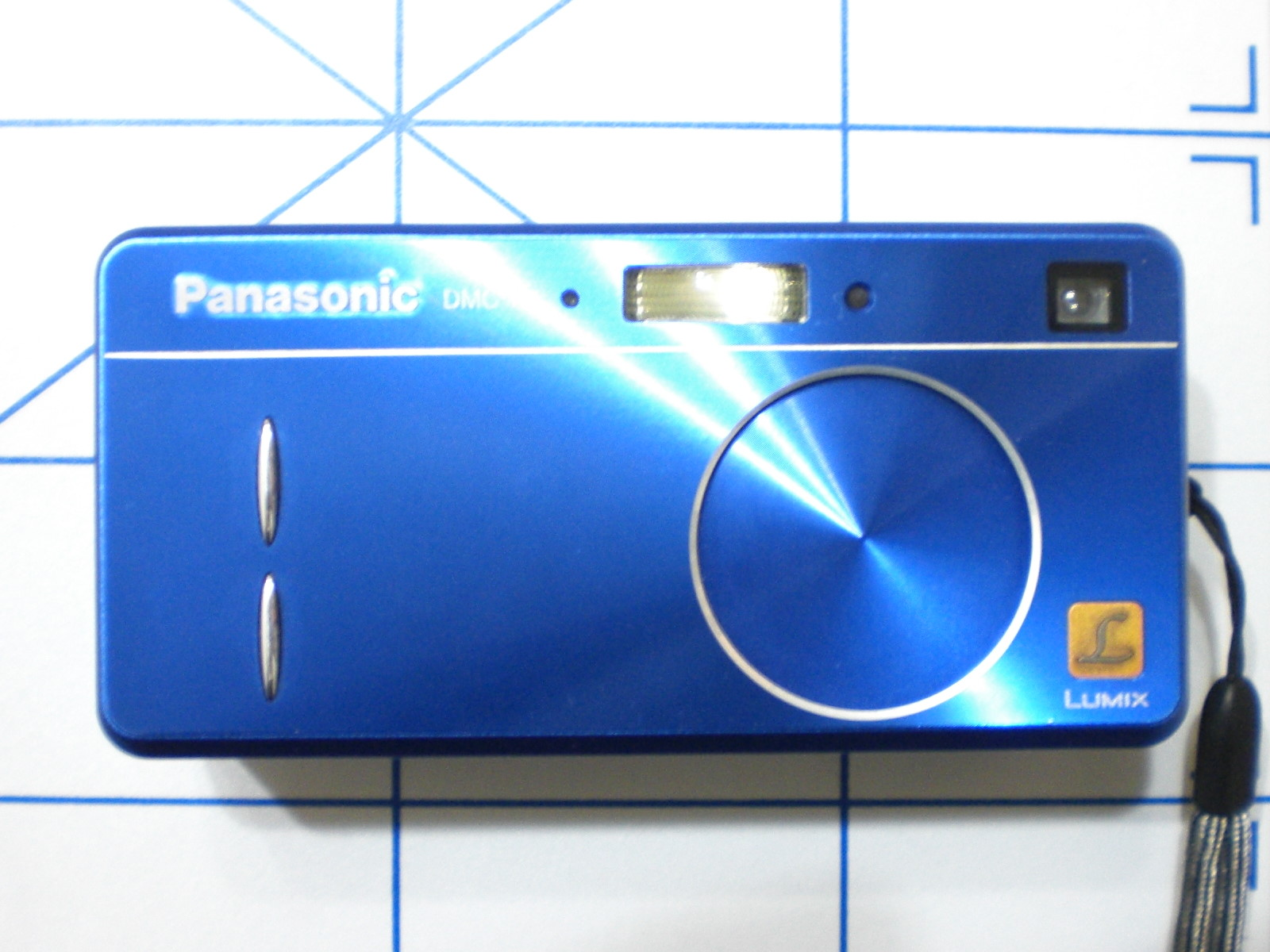
DMC-F1

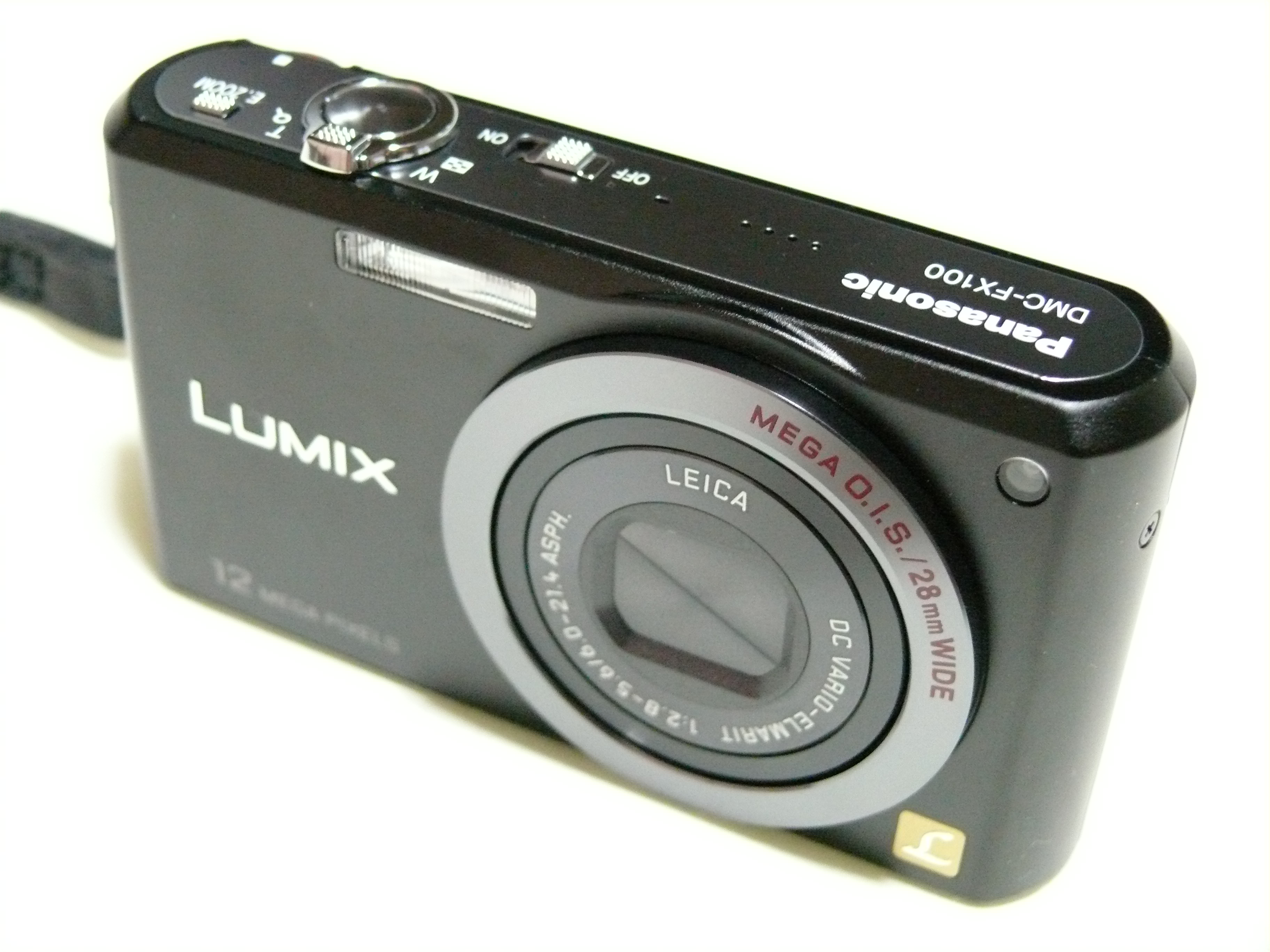
DMC-FX100

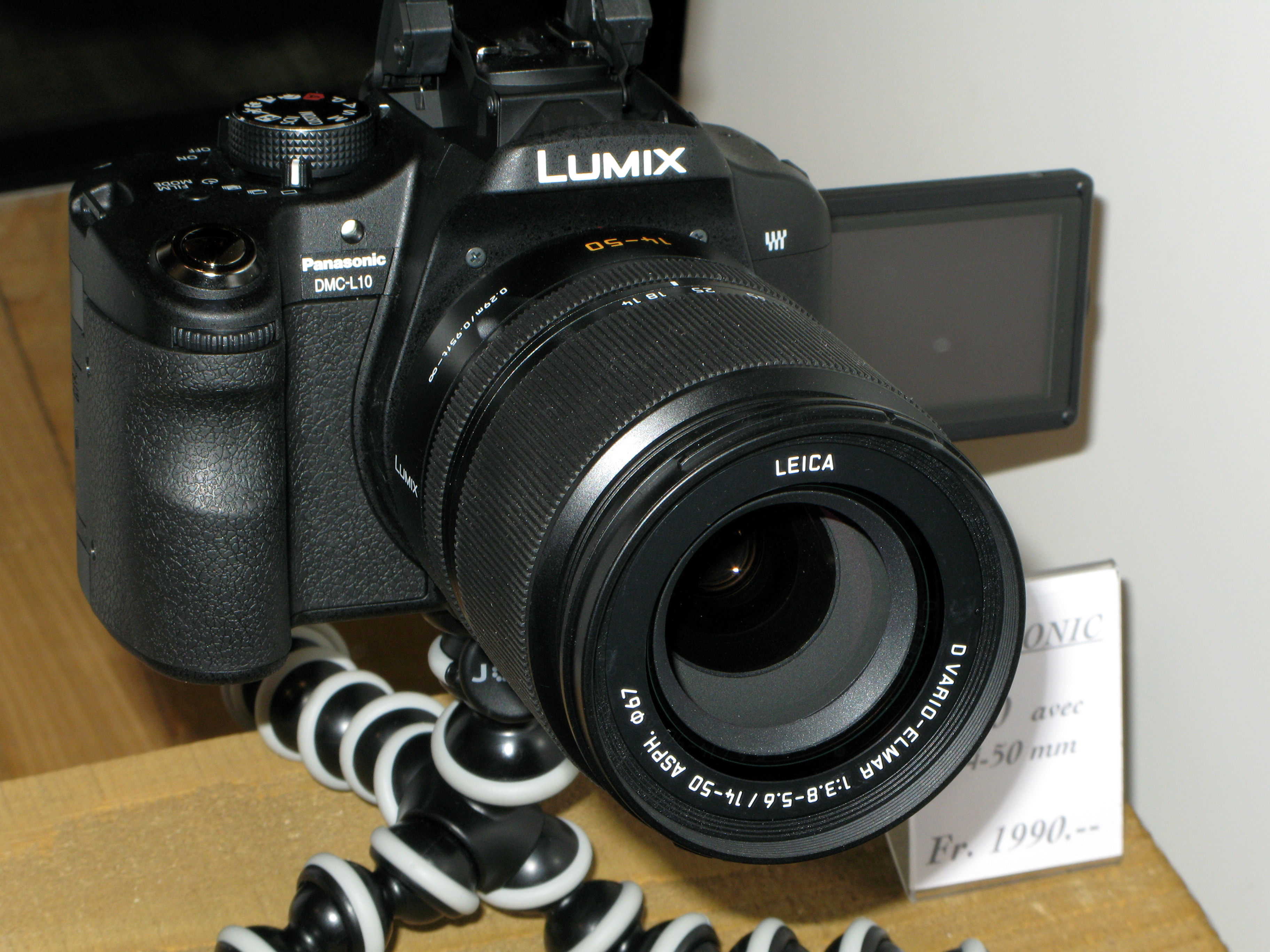
DMC-L10

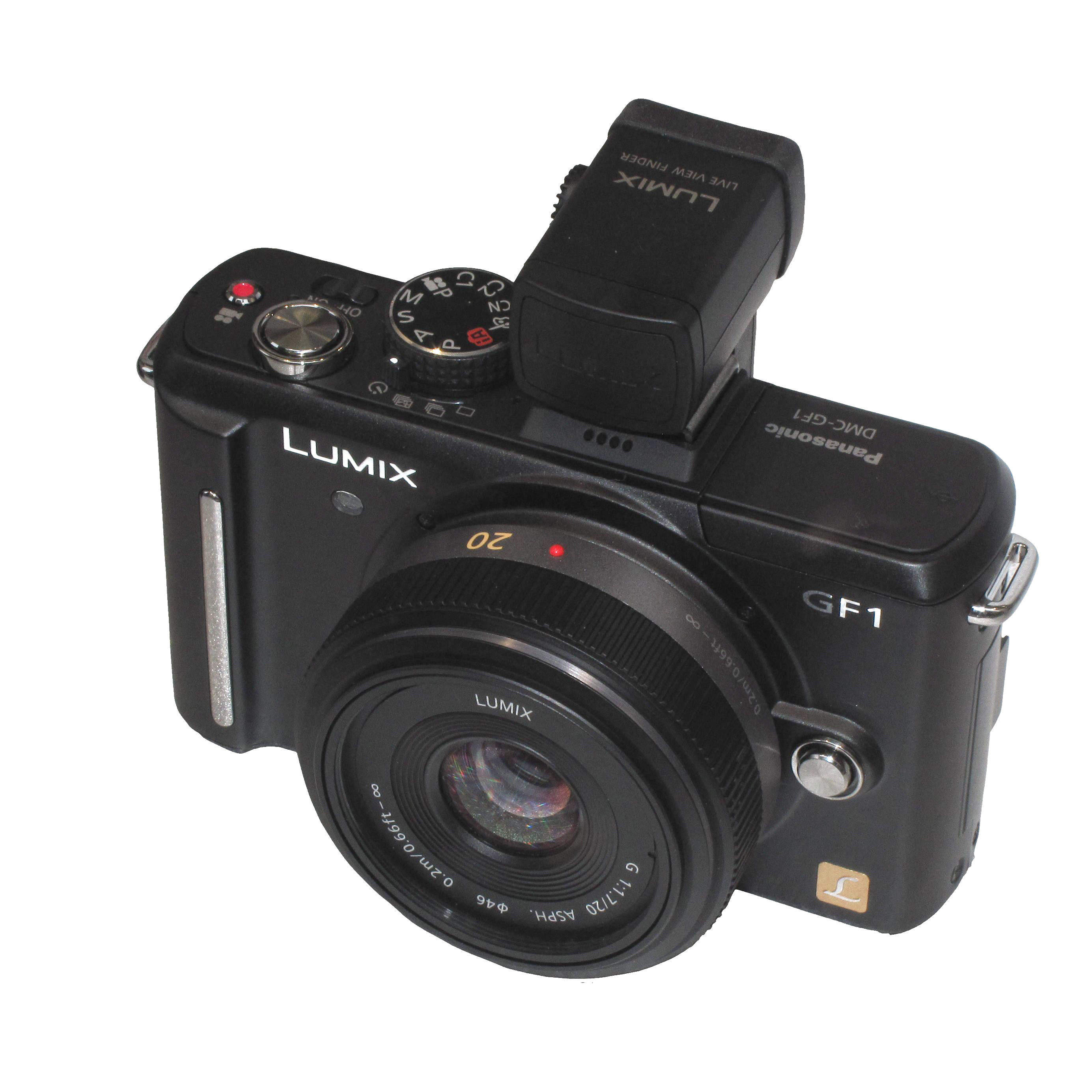
DMC-GF1

- 2001年

「ライカ・DC・バリオ・ズミクロンレンズ」を搭載したハイエンドコンパクトカメラDMC-LC5を発売
「ライカ・DC・バリオ・エルマリートレンズ」を搭載したウルトラコンパクトカメラDMC-F7を発売
- 2002年

「ヴィーナス・エンジン」を搭載（DMC-F1,DMC-FZ1）
世界初、「光学12倍ズーム」を搭載（DMC-FZ1）
「手ブレ補正(MEGA O.I.S.)」を搭載（DMC-FZ1）
- 2003年

世界初、ウルトラコンパクトカメラに「手ブレ補正(MEGA O.I.S.)」を搭載（DMC-FX5, DMC-FX1）
- 2004年

「ヴィーナス・エンジンII」を搭載（DMC-FX7, DMC-FX2, DMC-FZ20）
「2.5型パワーLCD」を搭載(DMC-FX7)
- 2005年

「ヴィーナス・エンジン・プラス」を搭載（DMC-FX8, DMC-FX9）
「フリーアングル液晶」を搭載（DMC-FZ30）
世界初、「16：9 CCD」を搭載（DMC-LX1）
「高精細パワーLCD」を搭載（DMC-FZ30, DMC-FX8, DMC-FX9）
- 2006年

単眼タイプデジタルカメラで世界最小、「光学10倍ズーム」を搭載（DMC-TZ1）
「ヴィーナス・エンジンIII」＆「屈曲・沈胴式レンズ」を搭載（DMC-TZ1）
世界初、「超高屈折ガラス」の量産に成功、「広角28mmレンズ」を搭載（DMC-FX01）
世界初、「動き認識」を搭載（DMC-FX07）
「フォーサーズマウント機構」＆「ライカDバリオ・エルマリートレンズ」を採用（DMC-L1）
「ノンダストシステム」＆「Live MOSセンサー」を搭載（DMC-L1）
- 2007年

広角28mm搭載単眼タイプデジタルカメラで世界最小、「光学10倍ズーム」を搭載（DMC-TZ3）
広角28mm搭載モデルで世界最薄を実現（DMC-FX30）
「3.0型高精細パワーLCD」を搭載（DMC-FX50）
世界初、広角28mm搭載モデルで「1220万画素CCD」を搭載（DMC-FX100）
世界初、「インテリジェント・オート（iA）」を搭載（DMC-FX33, DMC-FX55）
- 2008年

世界初、デジタル一眼レフカメラで「フリーアングル液晶」＆「顔認識AF/AE」を搭載（DMC-L10, DMC-L10K）
「ライカDバリオ・エルマーレンズ」を採用(DMC-L10)
広角28mm搭載単眼タイプデジタルカメラで世界最小、「光学10倍ズーム」を搭載（DMC-TZ5）
「ヴィーナス・エンジンIV」を搭載（DMC-FX35）
「暗部補正」＆「デジタル赤目補正」を搭載（DMC-FX35）
世界初、「タッチ動体追尾AF/AE」を搭載（DMC-FX500）
「追っかけフォーカス」を搭載（DMC-FX37）
「ライカ・DC・バリオ・ズミクロンレンズ」を搭載（DMC-LX3）
「ヴィーナス・エンジンHD」を搭載（DMC-G1）
「マイクロフォーサーズマウント機構」＆「ルミックスGバリオレンズ」を採用（DMC-G1）
「ミラーレス構造」採用により、デジタル一眼カメラで世界最小・最軽量を実現（DMC-G1）
「Wライブビュー」を搭載（DMC-G1）
- 2009年

光学12倍ズーム搭載単眼タイプデジタルカメラで世界最小を実現（DMC-TZ7）
世界初、コンパクトデジタルカメラで「AVCHD Lite動画撮影機能」を搭載（DMC-TZ7, DMC-FT1）
「防水・防塵・耐衝撃機能＆屈曲式レンズ」を採用（DMC-FT1）
「ライカ・DC・バリオ・エルマーレンズ」を搭載（DMC-TZ7, DMC-FT1）
「個人認識」を搭載（DMC-FX40, DMC-FX550, DMC-TZ7, DMC-FT1）
「ヴィーナス・エンジンV」を搭載（DMC-FX40, DMC-FX550）
「新・手ぶれ補正（POWER O.I.S.）」を搭載（DMC-FX60, DMC-ZX1, DMC-FP8, DMC-FZ38）
「スピードフォーカス」を搭載（DMC-FX60, DMC-ZX1, DMC-FP8, DMC-FZ38）
世界最薄0.3mmの超薄肉非球面ガラスレンズを搭載し、ルミックス史上最薄を実現（DMC-FX60）
フラッシュ内蔵レンズ交換式デジタルカメラで、世界最小・最軽量を実現(DMC-GF1)
- 2010年

「ヴィーナス・エンジンVI」を搭載（DMC-FX66）
「ヴィーナス・エンジンHD II」を搭載（DMC-ZX3, DMC-TZ10, DMC-FT2）
「超解像技術」を搭載（DMC-FX66, DMC-ZX3, DMC-TZ10, DMC-FT2）
「iAズーム」を搭載（DMC-FX66, DMC-ZX3, DMC-TZ10, DMC-FT2）
薄型・屈曲式レンズを採用し、ルミックス史上最薄を実現（DMC-FP1）
ブレピタモードを搭載（DMC-FX70）
ファインダー搭載レンズ交換式デジタルカメラで世界最軽量を実現（DMC-G10）
「ヴィーナス・エンジンFHD」を搭載（DMC-FZ100, DMC-LX5, DMC-FX700）
「MOSセンサー」を搭載（DMC-FZ100, DMC-FX700）
世界最速、約11コマ/秒の高速連写を実現（DMC-FZ100）
- 2011年

フレアやゴーストを低減する「ナノサーフェスコーティング」を採用（DMC-TZ20, DMC-FZ150, DMC-FZ48）
世界最速、約12コマ/秒の高速連写を実現（DMC-FZ150）
従来のMOSから受光感度を改善した「高感度MOSセンサー」を搭載（DMC-FZ150）
従来のCCDから読み出し速度を高速化した「ハイスピードCCD」を搭載（DMC-FZ48）
- 2012年

世界最薄、光学20倍ズーム以上のデジタルカメラとして薄さ約28.2mmを実現（DMC-TZ30）
新開発「新高感度MOSセンサー」を搭載（DMC-TZ30, DMC-SZ7）
世界初、レンズ一体型デジタルカメラとして600mmでF2.8の明るさを実現（DMC-FZ200）
世界初、レンズ一体型デジタルカメラとしてF1.4の明るさを実現（DMC-LX7）
- 2013年

「5軸ハイブリッド手ブレ補正」＆「傾き補正」を搭載（DMC-TZ40）
スマートフォンとの連携を目的とした「NFC（近距離無線通信）」を搭載（DMC-TZ40）
- 2019年

ライカLマウントを採用した、35㎜フルサイズセンサーを搭載したミラーレス一眼カメラ「LUMIX S」シリーズを発表(DC-S1, DC-S1Rを同時発売)
- DC-S1Rが、2019年のカメラグランプリ大賞を受賞

## 製品
大まかに「高倍率ズームの多機能モデル」「デザイン重視のスリムモデル」「画質重視のハイエンドモデル」の3つに分類される。光学式手ブレ補正は2002年にDMC-FZ1において初搭載され、2005年以降はすべてのモデルに搭載されているのが特徴。スリムモデルに光学式手ブレ補正を搭載したのはLUMIXが初めてである。

### 高倍率コンパクトモデル
コンパクトデジカメの形状を維持しつつ高倍率を両立しており、モデルチェンジごとに数々の新機軸が盛り込まれている。SZシリーズはZXシリーズおよびFXシリーズの後継近い位置づけ。

#### TZシリーズ（2006年 - 現在）

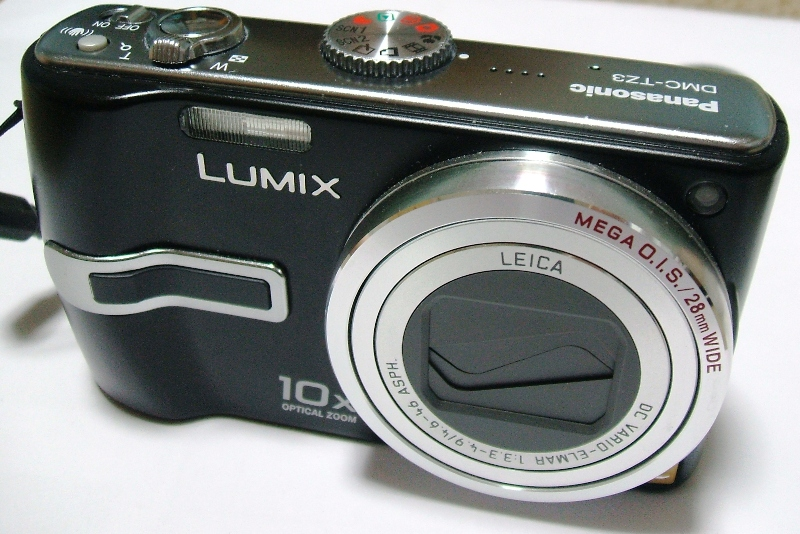
DMC-TZ3

- DMC-TZ1 - 2006年3月発売。「ヴィーナス・エンジンIII」初搭載。光学ズーム10倍。撮像素子は1/2.5型CCD、有効画素数500万画素。
- DMC-TZ3 - 2007年3月発売。光学ズーム10倍。撮像素子は1/2.33型CCD、有効画素数720万画素。"トリプルブレ補正”登載。zoom倍率はそのままにTZ1に比べ大きく本体が薄く小型になった。TZ1では35mmスタートだったのに対しTZ3では広角28mmレンズを搭載する。綾小路きみまろが出演したCMでの「きみまろズーム」の名も一部で定着した。
- DMC-TZ5 - 2008年3月発売。撮像素子は1/2.33型CCD、910万画素。レンズはTZ3と同様の性能。
  - DMC-TZ50 - 2008年5月発売。TZ5にWi-Fiを搭載したモデル。LUMIX CLUB限定販売モデル。撮像素子は1/2.33型CCD。
- DMC-TZ7 - 2009年3月発売。コンパクトデジタルカメラで世界初のHD動画(AVCHD・Lite)撮影可能。動画中にもおまかせiAが使えるようになった。「ヴィーナス・エンジンHD」を搭載し、光学ズーム倍率が10倍から12倍へと向上した。撮像素子は1/2.33型CCD、有効画素数1010万画素。
- DMC-TZ10 - 2010年3月発売。GPS初搭載。「ヴィーナス・エンジンHD II」、超解像技術、iAズーム、コスメティックモード、ハッピーカラーを搭載し、新たにSDXCカードに初対応。マニュアル撮影にも対応した。液晶モニターは46万画素に高精細化されている。撮像素子は1/2.33型CCD、有効画素数1210万画素。
- DMC-TZ20 - 2011年2月発売。光学ズームが12倍から16倍(iAズーム21倍)に。撮像素子を以前のCCDから1/2.33型MOSに変更。有効画素数は1410万画。フルHD(AVCHD)動画撮影可能。動画撮影中に写真撮影可能(1920X1080)。タッチパネル液晶搭載。
- DMC-TZ18 - 2011年5月発売。撮像素子は1/2.33型CCD、有効1410万画素。DMC-TZ20の機能削減機種で、レンズ性能はTZ20と同じであるが撮影素子はTZ20のCMOSに対してCCDを採用している関係もありフルHD動画撮影には非対応。
- DMC-TZ30 - 2012年3月発売。撮影素子は1/2.33型MOS、有効画素数1410万画素。DMC-TZ20の後継機種で、光学ズームが16倍から20倍(超解像iAズーム42.2倍、EX光学ズーム約84.4倍、デジタルズームで3M時約168.8倍)。動画撮影ではフルHD(AVCHD)の他、MOSセンサーの改良により撮影画質が向上。GPS機能の外部地図データ連携。
- DMC-TZ40 - 2013年2月発売。撮影素子は1/2.33型MOS、有効画素数1810万画素。DMC-TZ30の後継機種で、5軸ハイブリッド手ブレ補正をはじめとした多くの新機軸が盛り込まれた。Wi-Fi機能やNFC（近距離無線通信）機能にも対応。
- DMC-TZ35 - 2013年2月発売。撮影素子は1/2.33型MOS、有効画素数1610万画素。レンズはTZ40と同じである。DMC-TZ40の機能削減機種という位置付けで、相違点はタッチパネルを搭載せずボタン式である事、モノラルマイクへの変更、GPS非搭載、Wi-Fi機能がない点など。
- DMC-TZ55 - 2014年2月発売。撮影素子は1/2.33型MOS、有効画素数1600万画素。DMC-TZ40の後継機種。TZシリーズでは初めてレンズにライカの名を冠さない光学20倍ズームのLUMIX DC VARIOレンズ搭載。180度チルト式モニター、Wi-Fi機能搭載。
- DMC-TZ60 - 2014年2月発売。撮影素子は1/2.3型MOS、有効画素数1810万画素。DMC-TZ55の後継機種で、光学ズームが20倍から30倍になり、コントロールリング(露出補正や絞り、シャッタースピードなどの設定を変更可能。)を操作部に採用。また、レンズ周りにも機能を割り当てられるコントロールリングを採用した。TZシリーズでは初めて電子ビューファインダー(EVF)（0.2型　約20万ドット相当）が登載された。
- DMC-TZ70 - 2015年1月発売。撮影素子は1/2.3型MOS、有効画素数1210万画素。画素数をTZ60より落として画質の向上を図った。多くはTZ60に準ずるがGPS機能が搭載されなくなった。
- DMC-TZ57- 2015年2月発売。DMC-TZ55の後継機種である。デザイン除いてほとんどがTZ55に準ずるが、液晶の解像度が向上している。
- DMC-TZ85 - 2016年2月発売。撮影素子は1/2.3型MOS、有効画素数1810万画素。4K PHOTOが使えるようになった。
- DC-TZ90 - 2017年2月発売。撮影素子は1/2.3型MOS、有効画素数2030万画素。TZ85と主に異なる点はバリアングル液晶の搭載である。
- DC-TZ95 - 2019年4月発売。TZ90より、ズームバック機能やBluetooth機能が追加された。
- DC-TZ95D - 2022年12月発売。TZ95の背面液晶を高精細化したマイナーチェンジモデル。
- DC-TZ99 - 2025年2月発売。TZ95Dより、USB端子をType-Cに変更し、EVFを削除。

#### SZシリーズ（2012年 - 2016年）
- DMC-SZ7 - 2012年2月発売。撮影素子は1/2.33型MOS、有効画素数1410万画素。広角25mmレンズを搭載。SZシリーズはすべてUSB充電に対応しており、すべて10倍以上のズームレンズを搭載する。
- DMC-SZ5 - 2012年8月発売。撮影素子は1/2.33型CCD、有効画素数1410万画素。新たにWi-Fi機能が追加された。
- DMC-SZ9 - 2013年2月発売。撮影素子は1/2.33型MOS、有効画素数1610万画素。SZ7の後継機種で、SZ5で追加されたWi-Fi機能を継承している。
- DMC-SZ3 - 2013年2月発売。撮影素子は1/2.33型CCD、有効画素数1610万画素。SZ9の廉価機種で、Wi-Fi機能は搭載されていない。
- DMC-SZ8 - 2014年3月発売。撮影素子は1/2.33型CCD、有効画素数1600万画素。レンズにライカの名はない。型番の数字は若くなっているがSZ9の後継機種で、撮像素子をMOSからCCDに変更し、光学ズームが12倍(広角24mm〜望遠288mm)となった。Wi-Fi機能搭載。
- DMC-SZ10 - 2015年2月発売。撮像素子は1/2.33型有効1,600万画素CCD。前方に180度回転する液晶モニターを搭載するなど、自分撮り機能を強化したモデル。液晶モニターを回転させると自分撮りモードになり、カウントダウン機能や4枚までの連続撮影が可能。肌を滑らかにする機能も備える。レンズは35mm判換算での焦点距離24-288mm相当F3.1-6.3の12倍ズーム。

#### ZXシリーズ（2009年 - 2010年）
- DMC-ZX1 - 2009年8月発売。DMC-FX60の上位機種。「新・手ぶれ補正（POWER O.I.S.）」、「スピードフォーカス」、高速起動初搭載。有効画素数1210万画素。広角25mmからの8倍ズームに対応。
- DMC-ZX3 - 2010年2月発売。DMC-ZX1の後継機種。「ヴィーナス・エンジンHD II」、超解像技術、iAズーム、コスメティックモード、ハッピーカラー初搭載。新たにSDXCカードに初対応。ZXシリーズで初めてAVCHD Lite動画撮影機能に対応。有効画素数1410万画素。ZX1は、「FXシリーズの上位機」という位置づけであった。それに対し本機は、「TZシリーズの下位機」という位置づけに変化している。（公式サイトやパンフレットなどでの区分も、FXと同じスリムデジカメからTZと同じムービーデジカメへと移行した）

### スリムコンパクトモデル
スタイリッシュなデザインと薄さ、軽量が特徴のモデル。

#### XSシリーズ（2013年）
- DMC-XS1 - 2013年2月発売。撮影素子は1/2.33型CCD、有効画素数1610万画素。17.6mmのスリムボディに光学5倍ズームを搭載した。デザインの公募や企業とのコラボデザインを施した製品の販売を行ったり、カスタムデザインサービスが実施されるなど、新たな取り組みが行われた。
- DMC-XS3 - 2013年8月発売。撮像素子は1/2.33MOS、有効画素数1530万画素。光学5倍ズームはそのままに、ボディの最薄部が14mmとさらなる薄型化が図られた。また、XS1ではライブビューの表示がカタコトしたりメニュー操作が遅れるなどいわゆる動作のもっさり感が顕著であったが改善された。

#### FHシリーズ（2011年 - 2013年）
このFHシリーズはすべてクリエイティブコントロール機能を搭載していない。ただ、FH8に限り「ジオラマ」モードのみを単体で搭載している。
- DMC-FH7 - 2011年6月発売。撮像素子は1/2.33型CCD、有効画素数1610万画素。光学ズームは4倍で、3.0型タッチパネルを搭載。
- DMC-FH5 - 2011年6月発売。撮像素子は1/2.33型CCD、1610万画素。FH7の廉価機種。
- DMC-FH8 - 2012年2月発売。レンズはFX77と同じく、ライカDCバリオズマリットレンズを採用。撮影素子は1/2.33型CCD、有効画素数1610万画素。
- DMC-FH6 - 2012年2月発売。撮影素子は1/2.33型CCD、有効画素数1410万画素。FH8と同じレンズを採用しているが、液晶が小さい、USB給電ができない等の廉価版要素がある。説明書はDMC-S2と共通で操作パネルもS2の部品を流用する。S2のズーム操作はレバー式ではなくボタン式だが、その名残でこのFH6にも内部には同じ位置にズームボタンが隠れている。
- DMC-FH10 - 2013年2月発売。撮影素子は1/2.33型CCD、有効画素数1610万画素。DMC-XS1の廉価版となる。XS1と比べクリエイティブコントロールが廃止されているが、それ以外では特に異なる点がない。他のFHシリーズとは違った位置付けである。

#### Fシリーズ（2001年 - 2002年）
- DMC-F7 - 2001年11月発売。撮像素子は1/2.7型CCD、有効画素数200万画素。35mmからの2倍ズームレンズを搭載。DMC-LC5とともに最初にリリースされたLUMIXの名を冠するモデルである。「ライカ・DC・バリオ・エルマリートレンズ」初搭載し、SDメモリーカードでの記録に対応。LC5と同じく1GB以下のsdカードのみ対応。2002年春発売モデルに3色（シャンパンゴールド、ブルー、レッド）追加。
- DMC-F1 - 2002年12月発売。撮像素子は1/2.5型CCD、有効320万画素。3倍ズームレンズを搭載する。「ヴィーナス・エンジン」初搭載。2003年夏発売モデルに限定色（ロビナーブルー）を追加した。こちらもSDメモリーカード対応だが2GBまで認識可能に。SDHCには非対応。

#### LC二桁シリーズ（2002年 - 2004年）
このシリーズではLC40以外単3電池2本で動作する。
- DMC-LC40 - 2002年4月発売。撮像素子は1/1.76型CCD、400万画素。DMC-LC5と同じ撮像素子、レンズ、バッテリーが使用されている。LC5より機能が削減された廉価版機種。
- DMC-LC20 - 2002年4月発売。撮像素子は1/2.7型CCD、211万画素。前年にリリースされたDMC-F7と同等のスペックであるが、光学ズームは3倍になり、ボディは一回り大きくなった。
- DMC-LC33 - 2003年4月発売。撮像素子は1/2.5型CCD、有効320万画素。前年にリリースされたDMC-F1と同等のスペック。
- DMC-LC43 - 2003年9月発売。撮像素子は1/2.5型CCD、有効400万画素。レンズはLC33と同性能。LC33と見た目もほとんど同じであるが色が若干異なる。
- DMC-LC70 - 2004年4月発売。撮像素子は1/2.5型CCD、有効400万画素。レンズ性能はLC33、43と同等だがデザインが異なる。ピンク、ブルーなどカラーバリエーションもある。

#### FX一桁シリーズ（2003年 - 2005年）
- DMC-FX5 / DMC-FX1 - 2003年11月発売。DMC-F1の後継機種。バッテリーはF1と同型。「光学式手ぶれ補正（MEGA O.I.S.）」を搭載し、MODE2を新たに追加。16:9のHDTVモードを初採用し、SDカードスロット搭載のVIERAにてフル表示が可能になった。DMC-FX5はISO 400の撮影には非対応で、有効画素数は400万画素。DMC-FX1は廉価モデルで、撮像素子は1/2.5型CCD、有効画素数は320万画素。
- DMC-FX7 / DMC-FX2 - 2004年8月発売。DMC-FX5，DMC-FX1の後継機種。共に3倍ズームレンズ搭載でバッテリーはLumixではこの2機種のみで採用されるDMW-BCN7。このモデルから「スリム・コンパクト・大画面」になり、ファインダーが除かれた。「ヴィーナス・エンジンII」、フリー連写モード初搭載。光学式手ぶれ補正はハードウェア処理になり、前モデルよりも精度が向上している。前モデル（DMC-FX5）では非対応だったISO 400の撮影に対応した。 DMC-FX7は「slim7」のキャッチコピーがつけられたモデルで、「2.5型パワーLCD」を初搭載し、有効画素数は500万画素。また、2005年春発売モデルに限定色（パールホワイト）を追加した。DMC-FX2は2.0型液晶を搭載した廉価モデルで撮像素子は1/2.5型CCD、有効画素数は400万画素。
- DMC-FX8 - 撮像素子は1/2.5型CCD、有効画素数は500万画素。2005年6月発売。DMC-FX7の後継機種。「ヴィーナス・エンジン・プラス」、VGA動画撮影機能、高速１点フォーカス初搭載。バッテリーがDMW-BCC12に変更され、前モデル（DMC-FX7）よりも撮影時間が延びた。このモデルからアスペクト比の選択（16:9、4:3）が可能となり、付属アプリケーションも「LUMIX Simple Viewer」に変更された。 画素数は500万画素。
- DMC-FX9 - 撮像素子は1/2.5型CCD、画素数は600万画素。2005年8月発売。FX8の上位版で、EX光学ズーム、20万画素の高精細液晶モニターをFXシリーズで初搭載し、ワイドVGA動画撮影機能とアスペクト比3:2を追加した。

#### FX二桁シリーズ（2006年 - 2012年）

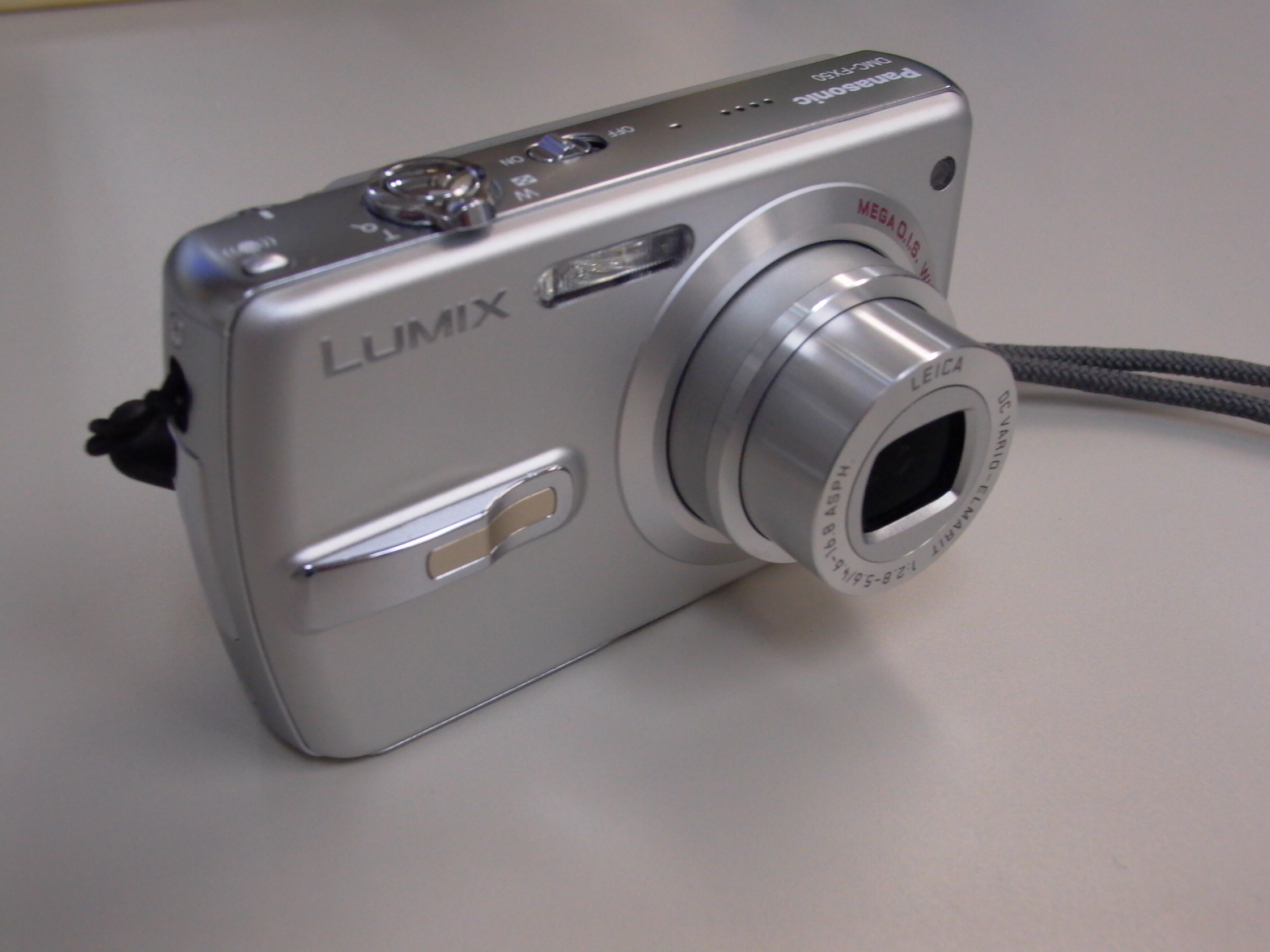
DMC-FX50

- DMC-FX01 - 2006年3月発売。DMC-FX9の後継機種。広角28mmからの3.6倍ズームレンズ搭載。高感度モード(ISO 1600)初搭載。撮像素子は1/2.5型CCD、有効600万画素。
- DMC-FX07 - 2006年8月発売。DMC-FX01の後継機種。「インテリジェントISO感度コントロール」、「動き認識」、高速連写モード初搭載。「ヴィーナス・エンジンIII」をFXシリーズで初搭載し、高感度モードはISO 3200に進化した。この機種からSDHCカードでの記録に対応。撮像素子は1/2.5型CCD、720万画素。
- DMC-FX30 / DMC-FX50 - 2007年2月発売。DMC-FX07の後継機種。新インターフェース画面、内蔵メモリー（27MB）初搭載。DMC-FX30は、発売当時広角28mm（35mm判換算）レンズ搭載モデルで世界最薄を実現。本体の薄型化に伴い、バッテリーパックはDMW-BCE10に変更された。キティと浜崎あゆみがコラボしたホワイトカラーの限定版も発売。DMC-FX50は、大型の3.0型高精細パワーLCDを初搭載した。その他レンズや素子等撮影機能はDMC-FX07に準ずる。
- DMC-FX33 / DMC-FX55 - 2007年8月発売。FX33は1/2.5型CCD、有効画素数810万画素。「インテリジェント・オート(iA)」、「シーン認識」、「顔認識」、タイトル編集、「オートパワーLCD」初搭載。DMC-FX33は前モデル（DMC-FX30）と同じ薄さであり、競合他社のモデルに同じ条件でFX30よりも薄いモデルが発売されていなかったため、発売当時広角28mm（35mm判換算）レンズ搭載モデルで世界最薄となっている。DMC-FX55はFX50と同じく大型の「3.0型高精細オートパワーLCD」を搭載し、撮像素子は1/2.5型CCD、有効810万画素。
- DMC-FX35 - 2008年2月発売。DMC-FX33の後継機種。撮像素子は従来より少しサイズアップした1/2.33型CCD、有効1010万画素。「ヴィーナスエンジンIV」、暗部補正、デジタル赤目補正、HDTV動画30フレーム撮影、音楽付きスライドショー、メモモード初搭載。レンズは広角25mmに広角化し、内蔵メモリーは56MBに増量している。「インテリジェント・オート(iA)」は、「おまかせiA」という名称に変更された。「インテリジェントISO感度コントロール」はハードウェア処理に変更され、前モデルよりも精度が向上している。また、撮影モードと再生モードを切り替える独立したスイッチがFXシリーズでこの機種より採用される。
- DMC-FX37 - 2008年3月発売。DMC-FX35の後継機種。「追っかけフォーカス」初搭載。逆光補正＆暗部補正を自動化し、光学ズームは5倍に強化されている。撮像素子は1/2.33型CCD、有効1010万画素。
- DMC-FX40 - 2009年2月発売。DMC-FX37の後継機種。撮像素子は1/2.33型CCD、有効1210万画素。「ヴィーナスエンジンV」、個人認識、パノラマアシスト、ズームマクロ初搭載。このモデルより文字表示サイズの設定が可能になった。また、バッテリーもDMW-BCF10に変更される。
- DMC-FX60 - 2009年8月発売。DMC-FX40の後継機種。「新・手ぶれ補正（POWER O.I.S.）」、「スピードフォーカス」、高速起動、発売当時世界最薄0.3mmの超薄肉非球面ガラスレンズ初搭載。このモデルではLCDモニタが2.7型に大型化されている。撮像素子は1/2.33型CCD、有効1210万画素。
- DMC-FX66 - 2010年2月発売。DMC-FX60の後継機種。「ヴィーナスエンジンVI」、超解像技術、iAズーム、コスメティックモード、ハッピーカラー初搭載。新たにSDXCカードに初対応し、FXシリーズで初めてHDMI出力に対応。撮像素子は1/2.33型CCD、1410万画素。
- DMC-FX70 - 2010年6月発売。DMC-FX66の後継機種。ブレピタモード初搭載。W端でF2.2と明るいライカ・DC・バリオ・ズミクロンブランドのレンズをFXシリーズで初搭載し、24mmに広角化されている。また、「ヴィーナスエンジンHD II」と3.0型タッチパネルを搭載し、FXシリーズで初めてAVCHD Liteによる動画記録に対応した。撮像素子は1/2.33型CCD、有効1410万画素。
- DMC-FX77 - 2011年2月発売。DMC-FX70の後継機種。新開発のライカDCバリオズマリットレンズ採用で、撮像素子は1/2.33型CCD、1210万画素。3.5型タッチパネル液晶。
- DMC-FX90 - 2011年9月発売。撮像素子は1/2.33型ハイスピードCCD、有効1210万画素。FXシリーズで唯一となるWi-Fi機能を搭載。レンズや素子など撮影機能はFX77と同様。3.0型タッチパネル液晶。
- DMC-FX80 - 2012年2月発売。DMC-FX77の後継機種。1撮像素子は1/2.33型CCD、有効1210万画素。3.0型タッチパネル液晶。FXシリーズ唯一、レンズバリアがプラスチック製。

#### FSシリーズ（2007年 - 2010年）
- DMC-FS1 - 2007年2月発売。撮影素子は1/2.5型CCD、有効600万画素。FX30と同時期に発表され、廉価版の位置付け。広角35mmからの光学3倍ズームレンズ搭載。
- DMC-FS2 - 2007年6月発売。撮像素子は1/2.5型CCD、有効720万画素。レンズ性能、見た目もほとんどFS1と変わらず。
- DMC-FS3 - 2008年2月発売。撮像素子は1/2.5型CCD、有効810万画素。レンズはW端33mmとFSシリーズ旧型に比べて少し広角に寄った。また液晶の画素数を落とすことでコストダウンを図っていたFSシリーズ旧型2機種は液晶画素数が11.5万画素のに対し23万画素になった。明るさを自動調節するオートパワーLCD機能も備える。
- DMC-FS20 - 2008年4月発売。撮影素子は1/2.33型CCD、有効1010万画素。広角30mmからの4倍ズームレンズ搭載。FS3の上位モデルで液晶は大きい3.0型を採用している。
- DMC-FS25 - 2009年2月FS6との同時発売。1/2.33型CCD、有効1210万画素の撮影素子に広角29mmからの光学5倍ズームレンズ搭載。FS20と同じく3.0型液晶採用。決定ボタンが方向キーの中心にない特殊な仕様。
- DMC-FS6 - 2009年2月発売。撮像素子は1/2.5型CCD、有効810万画素。広角33mmからの4倍ズームレンズ搭載と従来同シリーズ機種より少し広角側が物足りなくなった。
- DMC-FS7 - 2009年7月発売。撮像素子は1/2.5型CCD、有効1010万画素。レンズ性能、デザインはFS6を踏襲しているが、FS6で2.5型だった液晶を2.7型に大型化。
- DMC-FS10 - 2010年2月発売。ライカの名前を冠さない自社レンズに、撮像素子は1/2.33型CCD、有効1210万画素。広角28mmに対応した。

#### FX三桁シリーズ（2007年 - 2010年）
- DMC-FX100 - 2007年6月発売。FXシリーズで初めてHDTV動画15フレーム撮影に対応。撮像素子はハイスペックな1/1.72型CCD、有効1220万画素。
- DMC-FX500 - 2008年4月発売。DMC-FX55の後継機種タッチパネル、「タッチ動体追尾AF/AE」初搭載（同社初である）。タッチパネルを用いたマニュアル設定機能を搭載。その他基本スペックはDMC-FX35に準ずる。撮像素子は1/2.33型CCD、有効画素数1010万画素。
- DMC-FX150 - 2008年8月発売。DMC-FX100の後継機種、DMC-FX37の高画素版。撮像素子は1/1.72型CCD、有効1470万画素。
- DMC-FX550 - 2009年2月発売。DMC-FX500の後継機種。タッチパネルを用いた機能は、概ねDMC-FX500を踏襲。タッチパネル以外の基本スペックはDMC-FX40に準ずる。撮像素子は1/2.33型CCD、画素数は1210万画素。
- DMC-FX700 - 2010年8月発売。DMC-FX70の機能強化版。タッチパネルを用いた機能は、概ねDMC-FX70を踏襲。レンズ含め基本スペックはDMC-FX70に準ずるが、このモデルでは撮影素子が「MOSセンサー」に、処理エンジンが「ヴィーナスエンジンFHD」に変更されている。これにより、フルハイビジョン動画撮影が可能となった。撮像素子は1/2.33型MOS、有効1440万画素。

#### FPシリーズ（2009年 - 2011年）
屈折光学式のレンズを搭載した機種。FP8を除いて手動のスライド式レンズバリアを搭載しており、上下させることで電源スイッチの役目をする。
- DMC-FP8 - 2009年8月発売。撮像素子は1/2.33型CCD、有効1210万画素。FPシリーズでは唯一のライカレンズ搭載。屈曲式レンズを採用し、新・手ぶれ補正（POWER O.I.S.）やLEDキーライトを搭載。FPシリーズでは唯一撮影・再生切り替えスイッチが搭載されている。
- DMC-FP1 - 2010年2月発売。撮像素子は1/2.33型CCD、有効1210万画素。このモデルでは、ヴィーナスエンジンIVを採用する。
- DMC-FP3 - 2010年8月発売。撮像素子は1/2.33型CCD、有効1410万画素。FP1より大きい3.0型のタッチパネルを搭載。ディズニーとのコラボデザインが多く販売された。
- DMC-FP7 - 2011年5月発売。撮像素子は1/2.33型CCD、有効1610万画素。3.5型タッチパネルを搭載。こちらもディズニーとのコラボデザインが発売されている。

#### Sシリーズ（2011年 - 2012年）
- DMC-S1 - 2011年2月発売。撮影素子は1/2.33型CCD、有効1210万画素。丸みを帯びたボディが特徴。ズームの動作はレバー操作ではなく、前面に配置されたボタンで行う。
- DMC-S2 - 2012年2月発売。撮影素子は1/2.33型CCD、有効1410万画素。S1のグレードアップ版。デザインやレンズ性能はS1に準ずる。

### タフモデル
防塵・防水・対衝撃モデル。レンズは屈折光学式となっている。

#### FT一桁シリーズ
- DMC-FT1 - 2009年3月発売。撮像素子は1/2.33型CCD、有効1210万画素。防水・防塵・耐衝撃機能が充実。広角28mmからの4.6倍ズーム搭載の「ライカDC バリオ・エルマー」レンズ、「ヴィーナスエンジンHD」を搭載。「AVCHD・Lite」初搭載。耐水深は3m、耐衝撃は1.5m。
- DMC-FT2 - 2010年3月発売。撮像素子は1/2.33型CCD、有効1410万画素。「ヴィーナスエンジンHD II」、iAズーム搭載。耐水深が10mに、耐衝撃が2m、耐久温度が-10℃に強化された。デザイン、外観はFT1と同様。
- DMC-FT3 - 2011年2月発売。撮影素子は1/2.33型CCD、有効1210万画素。レンズは広角28mmからの4.6倍ズームが可能なライカレンズに変更され、AVCHD規格のフルハイビジョン撮影が可能となった。耐水深性能は12mに向上。
- DMC-FT4 - 2012年3月発売。撮影素子は1/2.33型CCD、有効1210万画素。デザイン・撮影機能等FT3に準ずる。FT3から撮影モードが一部追加されたマイナーチェンジモデル。
- DMC-FT5 - 2013年2月発売。撮影素子は1/2.33型MOS、有効1610万画素。FTシリーズ初のCMOSセンサー採用、同じくWi-Fi機能を搭載。レンズ性能はFT3、4に準ずる。AVCHD Progressive規格による60p撮影に対応。耐水深は13m。
- DC-FT7 - 2018年発売（アメリカ、ヨーロッパは6月発売。日本は10月発売）。撮影素子は1/2.33型MOS、有効2040万画素。4K動画撮影が可能になり、電子ファインダーも搭載された。耐水深性能はは31mと大幅に向上した。

#### FT二桁シリーズ（2012年 - 2013年）
FT一桁シリーズの廉価版である。
- DMC-FT20 - 2012年3月発売。撮影素子は1/2.33型CCD、有効1610万画素。レンズは25mmからの4倍ズームレンズで、FT一桁シリーズと違ってライカの名を冠さない自社ブランドレンズ。開放F値が3.9と暗め。
- DMC-FT25 - 2013年2月発売。撮影素子は1/2.33型CCD、有効1610万画素。デザイン、レンズや撮影素子など撮影機能はFT20と同じ。水中色補正機能を備える。

二眼式デジタルカメラ

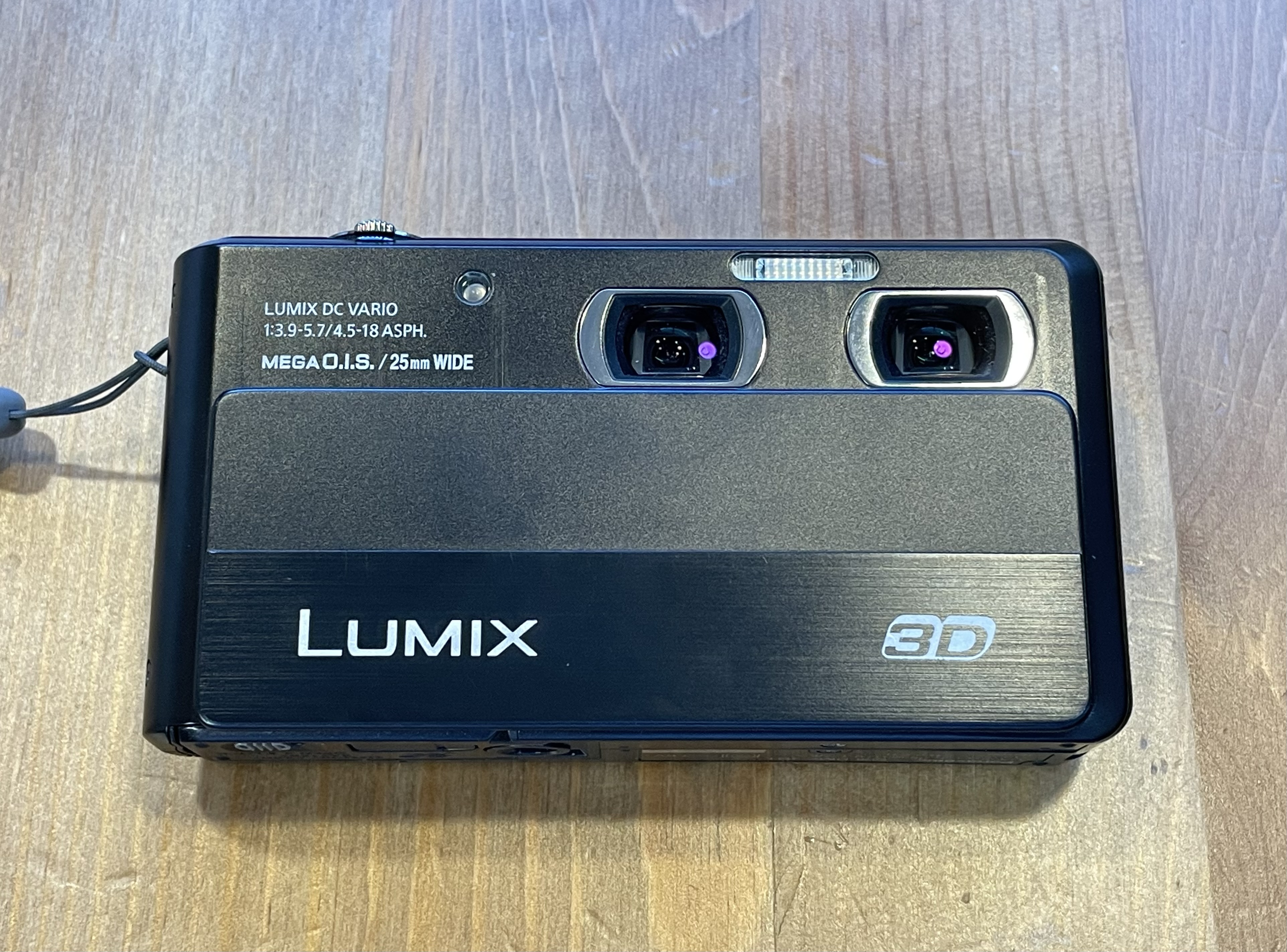
2眼式デジタルカメラ DMC-3D1

•DMC-3D1 - 2012年2月16日発売。撮影素子は1/2.3型MOSセンサー×2、有効1210万画素。レンズが2機内蔵されており、2機とも広角25mmからの4倍ズーム搭載。2D、3Dともにライブビューでは左側のレンズの映像が表示される。2D、3D切り替えスイッチを搭載しており、操作はタッチパネル。2Dモードでは2つのレンズを活かしたワイド&ズーム同時撮影モードを搭載している。動画はフルハイビジョンでの撮影が可能。3D撮影では静止画が16:9のみでの記録となり、画角は2Dに比べ切り出されて狭くなる。3D動画は1,920×1,080/60iのサイドバイサイドで記録される。撮影した3Dの静止画、動画は、対応する同社レコーダーの「DIGA」でそのまま3D再生ができるほか、3D映像の編集・保存にも対応。ただし、本機は3Dディスプレイを搭載していないため単体では3D再生が出来ない。

### 高倍率ネオ一眼モデル
見た目が一眼レフカメラのような形をしたボディ・レンズ一体型モデルで、高倍率ズームレンズや標準搭載の電子ファインダーを特徴としている。普及機とは異なりフードやフィルターなどの周辺機器が装着が可能で、より使いやすさが追求されたモデル。

#### FZ一桁シリーズ（2002年 - 2007年）
- DMC-FZ1 - 2002年11月発売。撮像素子は1/3.2型CCD、有効200万画素。「光学式手ぶれ補正（MEGA O.I.S.）」、広角35mmからの光学12倍ズームレンズ搭載。別売りの「バージョンアップキット」をインストールすることでFZ2と同等の機能を有する。
- DMC-FZ2 - 2003年8月発売。撮像素子は1/3.2型CCD、有効200万画素。DMC-FZ1のマイナーチェンジモデル。FZ1の「バージョンアップキット」のアップデート内容が標準で装備されている。新たに絞り優先AE/シャッター優先AEなどが選択可能になり、ホワイトバランスも微調整された。
- DMC-FZ3 - 2004年8月発売。撮像素子は1/3.2型CCD、有効310万画素。DMC-FZ2の後継機種。「ヴィーナスエンジンII」を搭載。
- DMC-FZ5 - 2005年2月発売。撮像素子は1/2.5型CCD、有効500万画素。DMC-FZ3の後継機種。このFZ5は、FZ3と同じくFZシリーズの中ではかなりコンパクトなサイズである。
- DMC-FZ7 - 2006年2月発売。撮像素子は1/2.5型CCD、有効600万画素。レンズは36mmからの12倍ズームレンズ。
- DMC-FZ8 - 2007年2月発売。撮像素子は1/2.5型CCD、720万画素。レンズ性能はFZ7と同様。

#### FZ二桁シリーズ（2003年 - 現在）

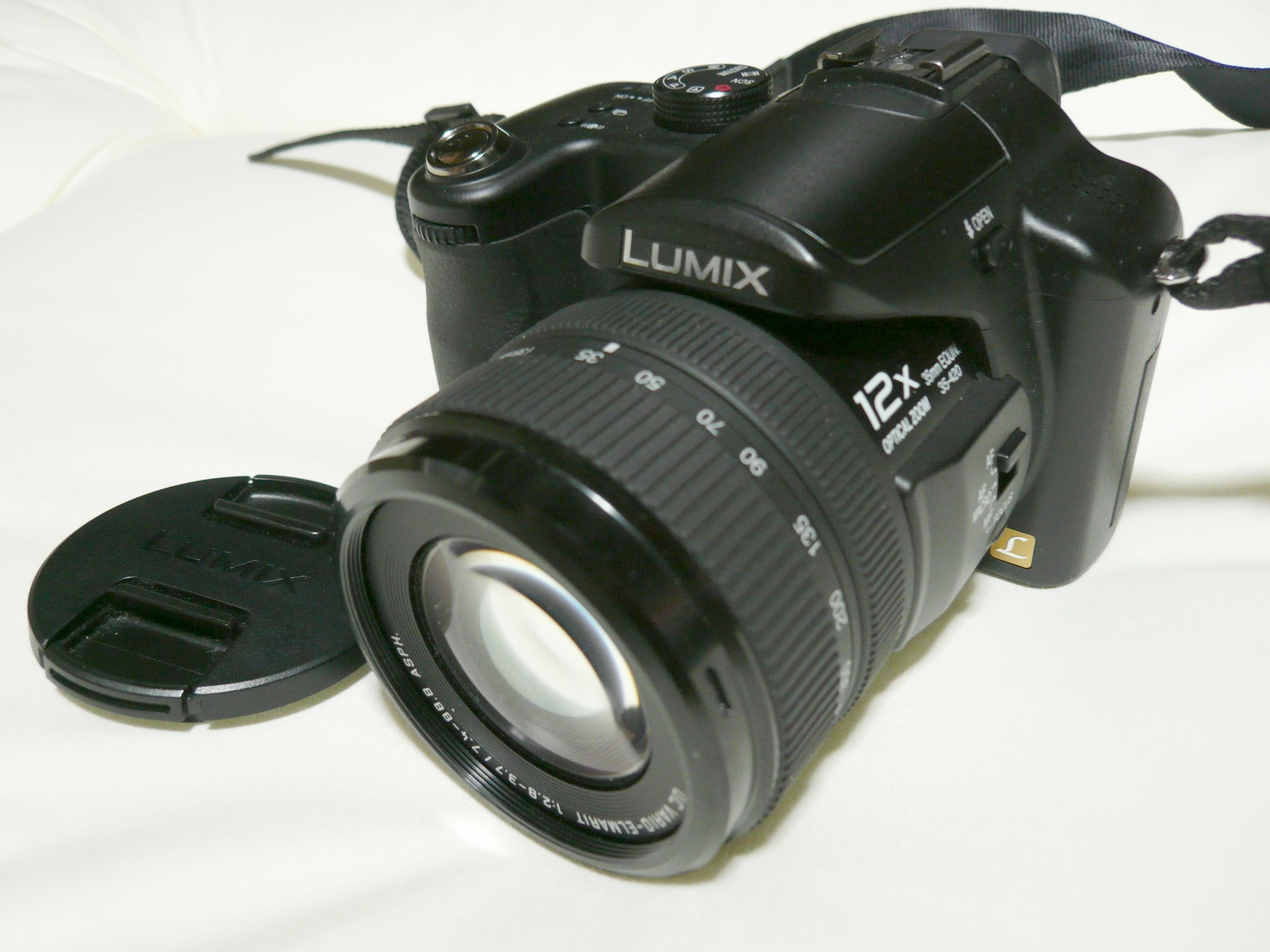
DMC-FZ50

- DMC-FZ10 - 2003年10月発売。撮像素子は1/2.5型CCD、有効400万画素。「光学式手ぶれ補正（MEGA O.I.S.）」にモード2を新たに追加。レンズはF2.8通しで、35mmからの12倍ズームレンズ搭載。
- DMC-FZ20 - 2004年8月発売。DMC-FZ10の後継機種。撮像素子は1/2.5型CCD、有効500万画素。このFZ20もF2.8通しのレンズが搭載されている。「ヴィーナスエンジンII」初搭載。
- DMC-FZ30 - 2005年8月発売。撮像素子は1/1.8型CCD、800万画素と大型化。EX光学ズーム、20万画素のフリーアングル高精細液晶モニター初搭載。ズーム操作は手動で行うことができ、ズーム機構はレンズ内部で動くのでズーム倍率を変えても繰り出さない仕様である。画像エンジンは「ヴィーナスエンジンII」。
- DMC-FZ50 - 2006年8月発売。DMC-FZ30の後続機種。撮像素子は1/1.8型CCD、1010万画素。光学12倍ズーム、「ヴィーナスエンジンIII」搭載。FZ30とデザイン、見た目はほとんど一緒である。FZ30との主な相違点として、オートモードの追加、SDHCの対応、HDTVモードの動画撮影機能追加などがある。
- DMC-FZ18 - 2007年8月発売。撮像素子は1/2.5型CCD、有効810万画素。レンズは広角28mmに対応し、ズーム倍率は18倍になった。FZシリーズではiAモードが初搭載された。UIが変更されている。
- DMC-FZ28 - 2008年8月発売。撮像素子は1/2.33型CCD、有効1010万画素。広角27mmからの18倍ズームレンズ搭載。HD画質の録画が可能になった。DMC-FZ18の後継機種。
- DMC-FZ38 - 2009年8月発売。撮像素子は1/2.33型CCD、有効1210万画素。DMC-FZ28の後継機種。レンズ性能はFZ28に準ずる。「AVCHD Lite」による動画撮影が可能。動画中のおまかせiA、「新・手ぶれ補正（POWER O.I.S.）」、「スピードフォーカス」、高速起動初搭載。
- DMC-FZ48 - 2011年8月発売。撮像素子は1/2.33型CCD、1210万画素。DMC-FZ38の後継機種。広角24mmからの24倍ズームレンズ搭載。「AVCHD」による動画撮影が可能。FZシリーズ最後のCCD採用機種。
- DMC-FZ70 - 2013年8月発売。撮像素子は1/2.3型MOS、有効1610万画素。超広角20mmから1200mmまでをカバーする世界初の光学60倍ズームレンズ搭載。超解像iAズームで2400mm相当まで画質の劣化を抑えてズーム出来る。動画撮影時の風ノイズを抑圧する「ウインドシールドズームマイク」を初搭載。マイクの集音性も向上。
- DMC-FZ85 - 2017年3月発売。撮像素子は1/2.3型MOS、有効1810万画素。レンズ性能はFZ70に準拠。FZ70との主な相違点はタッチパネルの採用と、4K動画、4Kフォトの対応。
- DMC-FZ85D - 2024年8月発売。撮像素子は1/2.3型MOS、1810万画素。撮影機能はFZ85と同じ。FZ85に比べてファインダー•液晶の解像度は増したが重量が重くなり、Wi-Fi機能が廃止された。

#### FZ三桁シリーズ（2010年 - 現在）

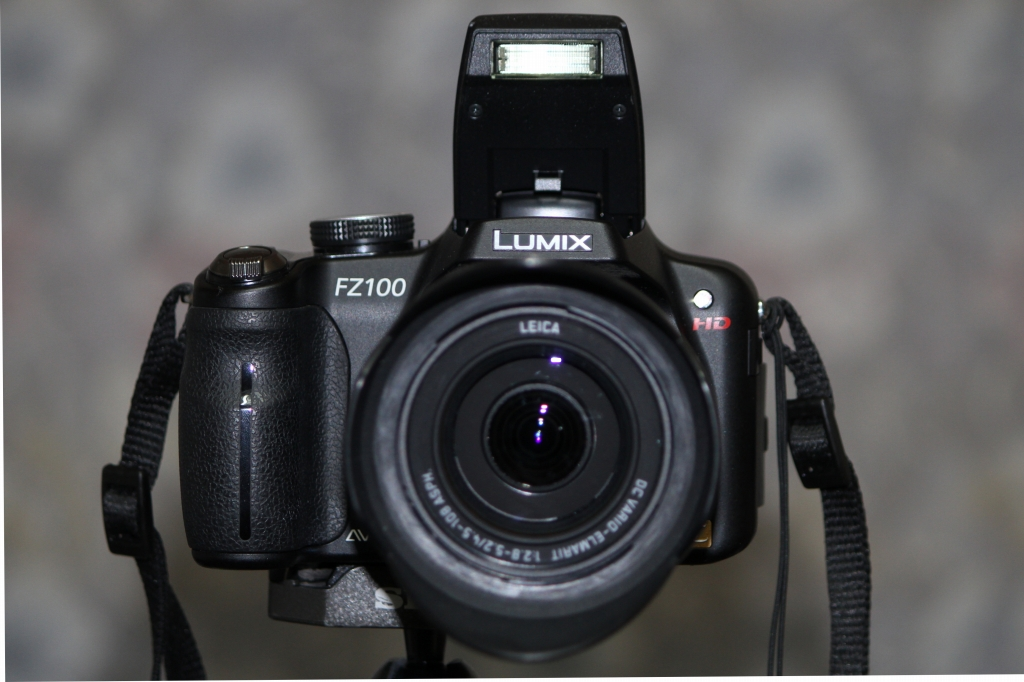
DMC-FZ100

- DMC-FZ100 - 2010年8月発売。撮像素子は1/2.33型MOS、有効1410万画素。ワイド端25mmの24倍光学ズームレンズ搭載、またMOSセンサーとヴィーナスエンジンFHDをFZシリーズで初搭載し、メカシャッターは従来のモデルよりも高速化されている。AVCHDによるフルハイビジョン動画撮影が可能。バリアングル液晶やステレオマイクも搭載されている。
- DMC-FZ150 - 2011年9月発売。撮像素子は1/2.3型MOS、有効1210万画素。フルハイビジョンでの60FPS撮影が可能に。レンズ性能はFZ100に準拠する。
- DMC-FZ200 - 2012年8月発売。撮像素子は1/2.3型MOS、有効1210万画素。25mmからの光学24倍ズームというスペックは保ちつつ、F値がズーム全域で2.8となった。
- DMC-FZ300 - 2015年9月発売。撮像素子は1/2.3型MOS、有効1210万画素。レンズ性能はFZ200と同じ。UIが変更されている。4Kフォト/4K連写(秒間30コマ)/4K動画撮影に対応。

#### FZ四桁シリーズ（2014年 - 現在）
- DMC-FZ1000 - 2014年7月発売。撮像素子は1.0型高感度MOSセンサー、有効2010万画素。1型センサーを採用しながら、25mmからの16倍ズームレンズを搭載した。4Kによる動画撮影が行える。
- DMC-FZ1000M2 - 2019年3月発売。撮像素子は1.0型高感度MOSセンサー、有効2010万画素。FZ1000のマイナーチェンジモデル。主な相違点は操作性やタッチパネルの採用等。

FZHシリーズ（2016年 - 現在）
- DMC-FZH1 - 2016年11月発売。撮像素子は1.0型高感度MOSセンサー、2010万画素。FZ1000と比較して動画機能が充実している。

### ハイエンドモデル
同社普及機と比較してサイズの大きい優秀なセンサーや明るく性能の良いレンズなどを搭載し、高画質を追求したモデル。

#### LC一桁シリーズ（2001年 - 2004年）
- DMC-LC5 - DMC-F7と同じく2001年11月に発売されたDMC-F7と並んでLUMIXシリーズ最初のモデル。F2.0〜2.5、広角33mmからの光学3倍ズームレンズ「ライカ・DC・バリオ・ズミクロン」を搭載。撮像素子は1/1.76型CCD、有効390万画素。
- DMC-LC1 - 2004年3月発売。広角28mm〜90mmの光学3.2倍ズームレンズ「ライカ・DC・バリオ・ズミクロン」を搭載。撮像素子は2/3型CCD、有効500万画素。

#### LXシリーズ（2005年 - 現在）
アスペクト選択スイッチによるアスペクト比の切り替え、RAW撮影機能を搭載。LX3以降は、マルチアスペクトでの切り出し対応のため、実際の撮像エリアは公称値よりやや小さくなる（総画素数と有効画素数の差が比較的大きい）。
- DMC-LX1 - 2005年8月発売。LUMIXで初めて、HDTV動画15fps撮影に対応。センサーは16:9サイズのものを採用している。自動開閉のレンズバリアは付いておらず手動で着脱するレンズキャップが付属した。これは自動開閉のレンズバリアが搭載されるLX9が登場するまで同じシステムである。撮像素子は1/1.65型CCD（16：9）、有効840万画素。

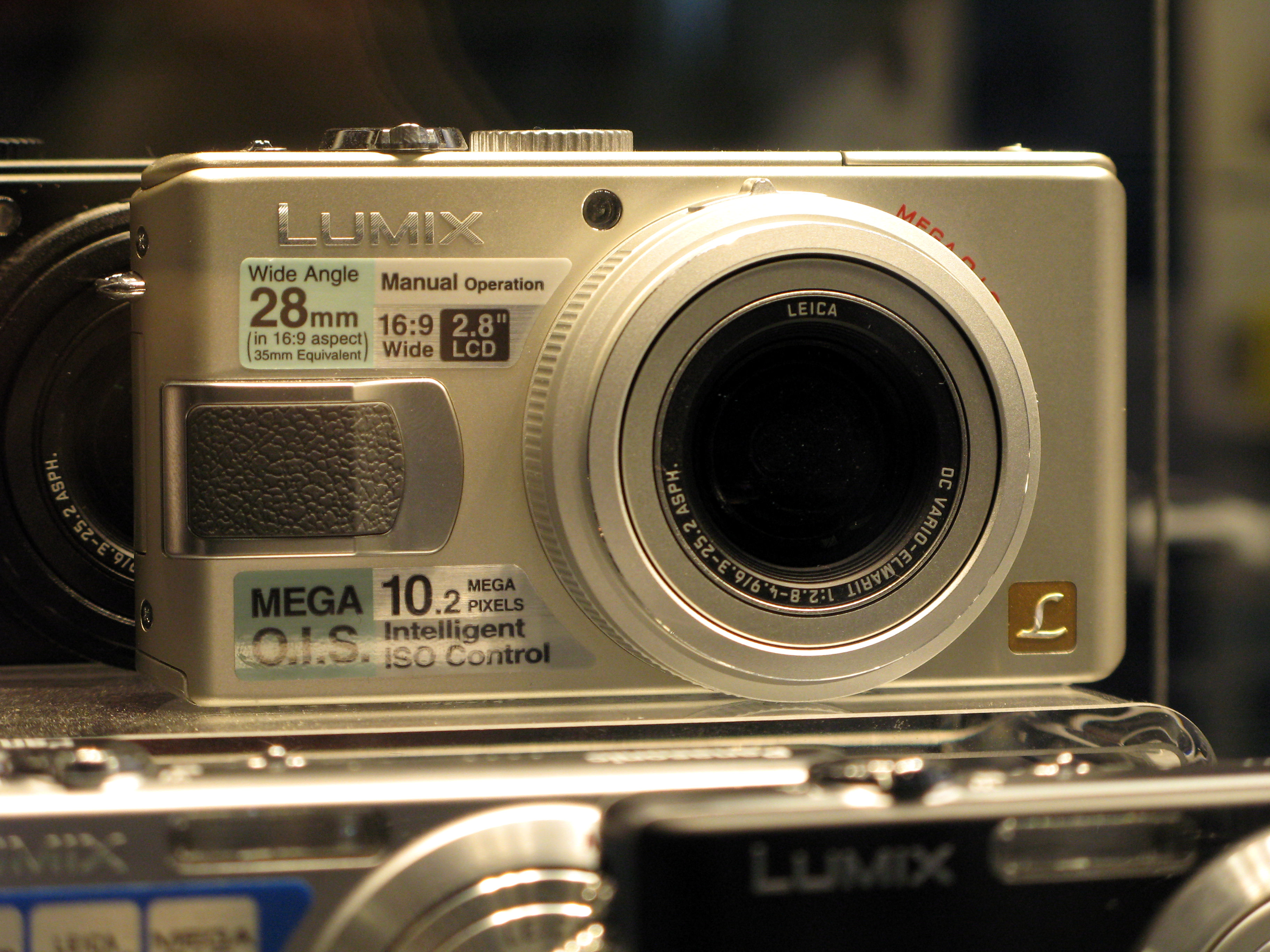
DMC-LX2

- DMC-LX2 - 2006年8月発売。DMC-LX1の後継機種。LX1の設計を踏襲しつつ、ヴィーナスエンジンIIIの搭載によって高感度撮影機能と高画質化を実現したモデル。本モデル以降のLXシリーズはTIFF撮影に非対応。液晶は以降のLXシリーズにも採用される16:9型となった。撮像素子は1/1.65型CCD（16：9）、有効1020万画素。
- DMC-LX3 - 2008年8月発売。DMC-LX2の後継機種。撮像素子は1/1.63型CCD、有効1010万画素。レンズは「ライカ・DC・バリオ・ズミクロン」レンズに変更される。これにより、ズームはLX2の4倍から2.5倍へと短縮されたものの、F値が2.0-2.8となり、広角端・望遠端ともに明るくレンズ性能が改善された。「ヴィーナスエンジンIV」の搭載に伴う高速処理によって、RAW画像とJPEG画像の同時撮影機能が追加され、これによってRAW現像前の画像の確認が可能となった。このLX3はアップデートがかなり豊富で、アップデートを行うことによって性能や操作性が改善されたり、AF高速化、アスペクト比1:1撮影やWBのブラケット追加、シーンモードの機能一部追加など様々な機能が追加される。
- DMC-LX5 - 2010年8月発売。DMC-LX3の後継機種。LX3の設計をベースに開発されているが、細部にわたる部分で改善を目指して開発されている。レンズは広角24mmからの3.8倍ズームで、LX3と同じく「ライカ・DC・バリオ・ズミクロン」の名を冠する。「ヴィーナスエンジンFHD」の搭載により、動画撮影機能が強化されているが、同時期に発売されたFZ100，FX700とは異なりフルHD動画撮影には非対応。新たに、ビューファインダー接続端子が追加され、DMC-GF1のオプションが使用可能となった。レンズ鏡筒部のアスペクト選択スイッチに1:1を追加、新たに1:1撮影時のマルチアスペクトに対応。撮像素子は1/1.63型CCD、有効1010万画素。
- DMC-LX7 - 2012年8月発売。撮影素子は1/1.7型MOS、有効1010万画素。DMC-LX5の後継機種で、コンパクトデジカメで初めて開放F値が1.4となり、レンズに「DC バリオ ズミルックス」の名が冠されている。60pでのフルハイビジョン撮影対応。NDフィルター、電子水準器、レンズ周辺部に絞り操作リングを搭載。LX7以降Wi-Fi接続にも対応した。
- DMC-LX100 - 2014年11月発売。2014年フォトキナで発表された。マルチアスペクトを実現するために総画素数は1684万画素なのに対し、有効画素数は1280万画素と大きく差がある。広角24mmからの3.1倍ズーム、F1.7〜2.8と明るい「ライカ DC バリオ ズミルックス」レンズ搭載。また、絞り・露出・シャッタースピードを直感的に変更できるダイヤル、リングを各部に搭載。メカシャッターと電子シャッターの選択もできるようになった。FHDでの60fps撮影、4K30pによる動画撮影が行える。LXシリーズで初めてEVFを装備。
- DC-LX9 - 2016年11月発売。撮影素子は1型高感度MOS、有効画素数2010万画素。レンズはF1.4~2.8の広角24-72mmと3倍ズームを搭載する「ライカ DC バリオ ズミルックス」。LXシリーズ初のバリアングル液晶搭載。EVFは非装備。
- DC-LX100M2 - 2018年10月発売。DMC-LX100の後継機種。撮影素子はフォーサーズ規格のもので、総画素数2177万画素、マルチアスペクト対応で有効1700万画素。EVFを装備。

#### TXシリーズ（2016年 - 現在）
- DMC-TX1 - 2016年3月発売。大型1.0型MOSセンサーと光学10倍ライカDCレンズを搭載。
- DMC-TX2 - 2018年3月発売。撮像素子は1.0型高感度MOSセンサー、2010万画素。光学15倍ライカDCレンズを搭載。
- DMC-TX2D - 2022年10月発売。TX2のマイナーチェンジモデル。

#### LFシリーズ（2013年 - 現在）
- DMC-LF1 - 2013年6月発売。撮影素子は1/1.7型MOSセンサー、有効1210万画素。F2.0-F5.9の広角28mmからの光学7.1倍ズームの「ライカ DC バリオ ズミクロン」レンズを採用。Wi-Fi機能やNFC、ファインダーを搭載。

### 一眼モデル

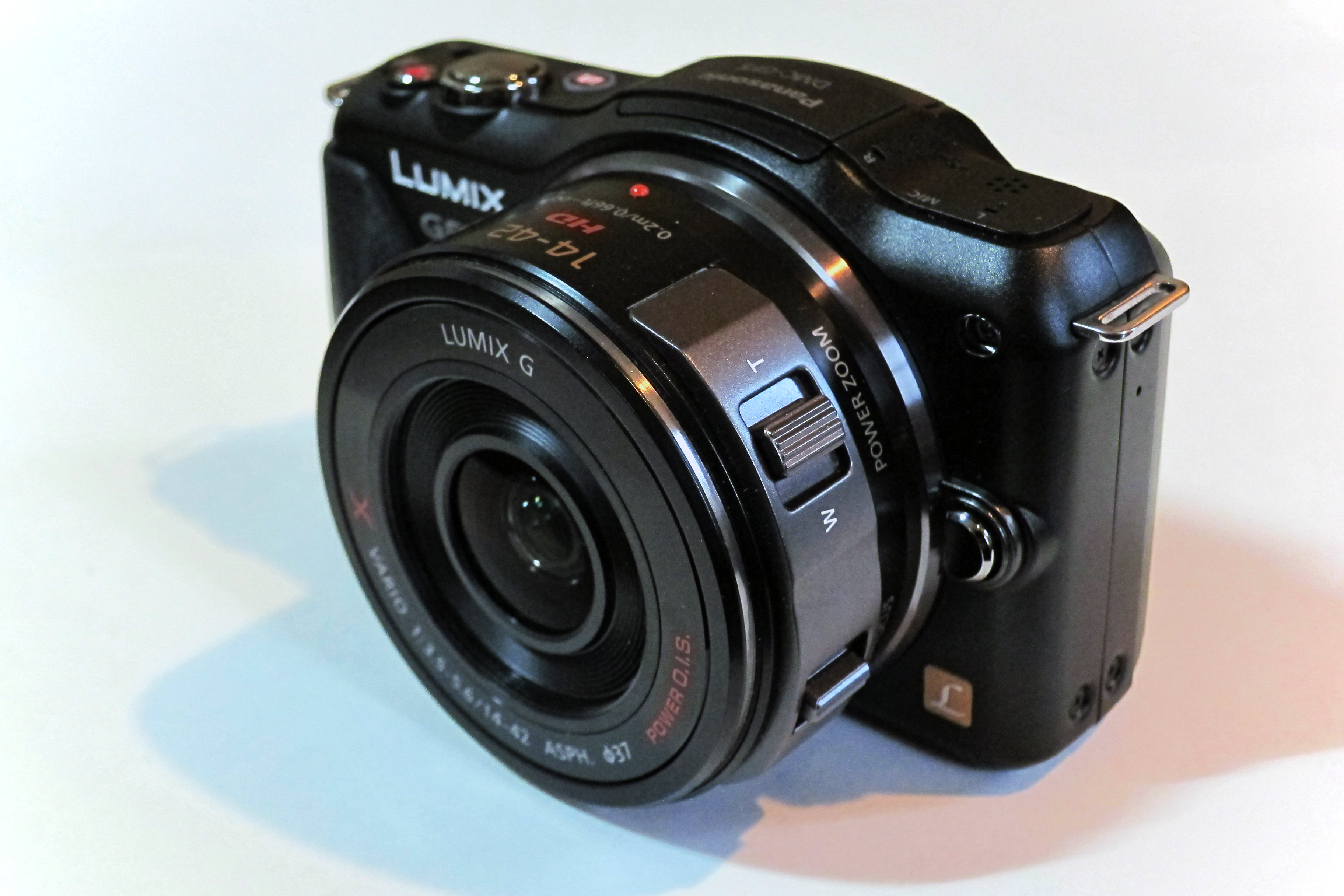
DMC-GF5

マイクロフォーサーズシステムおよびフォーサーズシステムを採用したモデル。Lシリーズを除くモデルをまとめて「Gシリーズ」と称されることがある。また、G1は世界で初めてミラーレス構造を採用したモデルである。
2018年9月25日、フルサイズミラーレスカメラとして、Lマウントを採用したLUMIX S1とS1Rの開発を発表し、2019年3月23日に発売された。
| マイクロフォーサーズ        | マイクロフォーサーズ         | マイクロフォーサーズ           | マイクロフォーサーズ         | マイクロフォーサーズ         | フォーサーズ                  | 35mmフルサイズ       |
| Gシリーズ （2008年 - 現在） | GHシリーズ （2009年 - 現在） | GFシリーズ （2009年 - 2021年） | GXシリーズ （2011年 - 現在） | GMシリーズ （2013年 - 現在） | Lシリーズ （2006年 - 2007年） | Sシリーズ (2019年 -) |
| --------------------------- | ---------------------------- | ------------------------------ | ---------------------------- | ---------------------------- | ----------------------------- | -------------------- |
| DMC-G1                      | DMC-GH1                      | DMC-GF1                        | DMC-GX1                      | DMC-GM1                      | DMC-L1                        | DC-S1                |
| DMC-G10                     | DMC-GH2                      | DMC-GF2                        | DMC-GX7                      | DMC-GM1S                     | DMC-L10                       | DC-S1R               |
| DMC-G2                      | DMC-GH3                      | DMC-GF3                        | DMC-GX8                      | DMC-GM5                      |                               | DC-S1H               |
| DMC-G3                      | DMC-GH4                      | DMC-GF5                        | DMC-GX7MK2                   |                              |                               | DC-BS1H              |
| DMC-G5                      | DC-GH5                       | DMC-GF6                        | DC-GX7MK3                    |                              |                               | DC-S5                |
| DMC-G6                      | DC-GH5S                      | DMC-GF7                        |                              |                              |                               | DC-S5M2              |
| DMC-G7                      | DC-GH5M2                     | DC-GF9                         |                              |                              |                               | DC-S5M2X             |
| DMC-G8                      | DC-GH6                       | DC-GF10                        |                              |                              |                               | DC-S9                |
| DC-G9                       | DC-BGH1                      | DC-GF90                        |                              |                              |                               | DC-S5D               |
| DC-G9M2                     | DC-GH7                       |                                |                              |                              |                               | DC-S1RM2             |
| DC-G99                      |                              |                                |                              |                              |                               |                      |
| DC-G100                     |                              |                                |                              |                              |                               |                      |
| DC-G100D                    |                              |                                |                              |                              |                               |                      |

### その他

#### 乾電池対応モデル（LSシリーズ）
- DMC-LS1
- DMC-LS2
- DMC-LS75
- DMC-LS80
- DMC-LS85

#### マニュアルモデル（LZシリーズ）
- DMC-LZ2
- DMC-LZ5
- DMC-LZ7
- DMC-LZ10

#### スマートフォン機能搭載モデル
1型センサーに単焦点のライカレンズ搭載
- DMC-CM1
- DMC-CM10

### LUMIX Phone
パナソニック モバイルコミュニケーションズが開発および製造するMobile VenusEngineを搭載したカメラ付き携帯電話である。NTTドコモとソフトバンクモバイルから販売されるカメラ機能に特化したモデルのみにこの愛称が付いている。携帯電話でありながら高い画素数を持つCMOSが搭載されており、おまかせiAや、広角レンズ、手ブレ補正などが搭載されている。

#### 機種

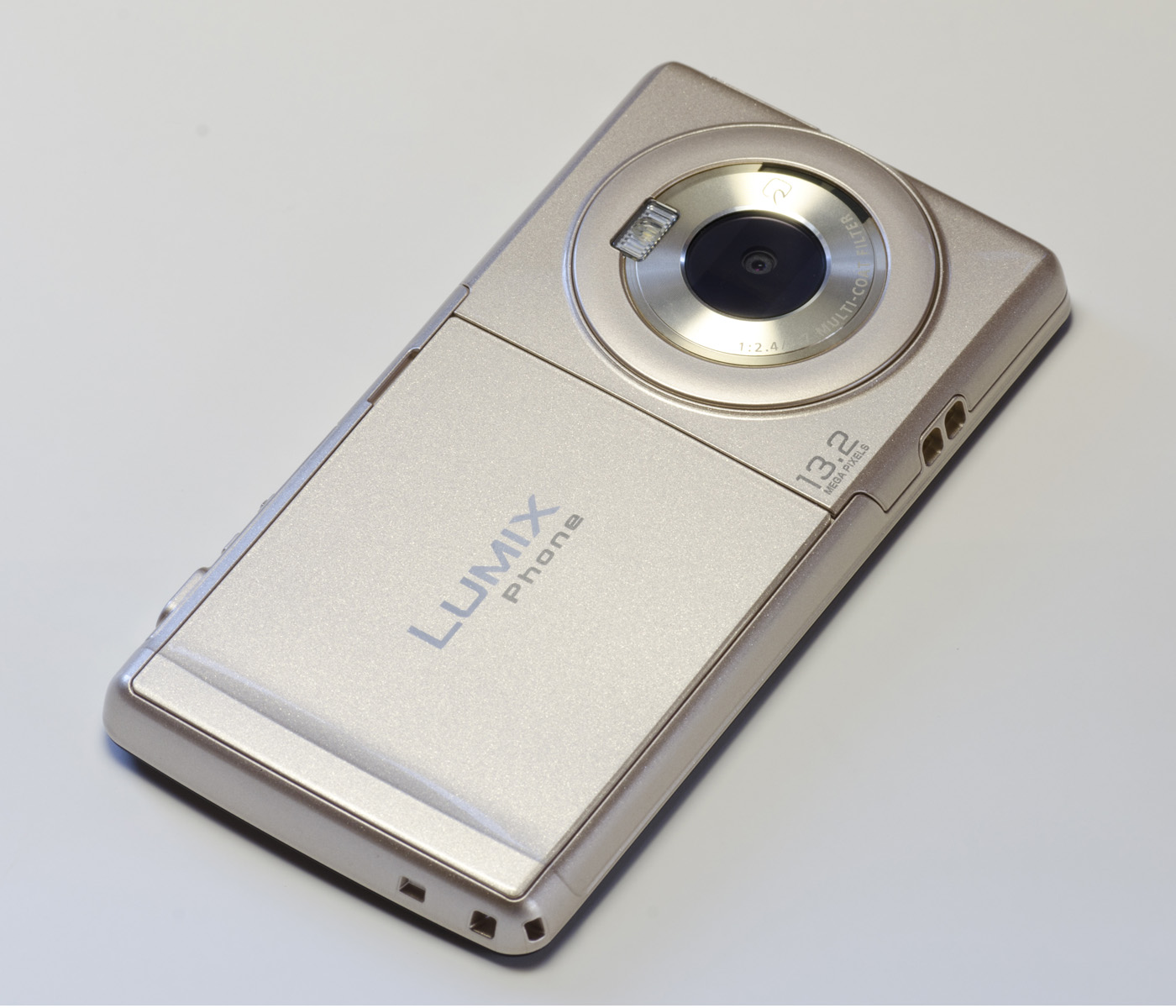
P-02D

- NTTドコモ
  - P-03C
  - P-05C
  - P-02D
- ソフトバンクモバイル
  - SoftBank 001P
  - SoftBank 101P

## 製品一覧表
| タイプ                         | Venus Engine | Venus Engine       | Venus Engine           | Venus Engine          | Venus Engine                      | Venus Engine                               | Venus Engine         | Venus Engine                  | Venus Engine | Venus Engine | Venus Engine               |
| タイプ                         | 未搭載       | Venus I            | Venus II               | Venus Plus            | Venus III                         | Venus IV                                   | Venus HD             | Venus V                       | Venus VI     | Venus HD II  | Venus FHD                  |
| ------------------------------ | ------------ | ------------------ | ---------------------- | --------------------- | --------------------------------- | ------------------------------------------ | -------------------- | ----------------------------- | ------------ | ------------ | -------------------------- |
| ハイエンド ウルトラコンパクト  |              |                    |                        |                       | FX100                             | FX150                                      |                      |                               |              |              |                            |
| ウルトラコンパクト, 広角       |              |                    |                        | FX01                  | FX07 / FX50 / FX30 / FX 55 / FX33 | FX35 / FX500                               | FX580 (FX550) / ZX3  | FX48 (FX40) / ZR1 (ZX1) / FP8 | FX66         |              | FX78                       |
| ウルトラコンパクト             | F7           | F1 / FX5 / FX1     | FX7 / FX2              | FX8 / FX3 / FX9       | FX12 (FX10)                       | FS3 / FS5 / FS6 / FS7 / FS15 / FS20 / FS25 |                      |                               |              |              |                            |
| ハイエンド コンパクト          | LC5          | LC1                | LX1                    |                       | LX2                               | LX3                                        |                      |                               |              |              | LX5                        |
| コンパクト, 広角, 高倍率ズーム |              |                    |                        |                       | TZ1 / TZ2 / TZ3                   | TZ4 / TZ5 / TZ15 / TZ50 / ZS1 (TZ6)        | ZS3 (TZ7)            |                               | ZS5 (TZ8)    | ZS7(TZ10)    |                            |
| コンパクト, ズームモデル       |              |                    |                        | LZ1 / LZ2 / LZ3 / LZ5 | LZ6 / LZ7                         | LZ8 / LZ10                                 |                      |                               |              |              |                            |
| コンパクト, 高倍率ズーム       |              | FZ1 / FZ2          | FZ3 / FZ5 / FZ7 / FZ30 |                       | FZ50 / FZ18 / FZ8                 | FZ28                                       | FZ35 / FZ38 (Europe) |                               |              |              | FZ100                      |
| コンパクト                     | LC40 / LC20  | LC33 / LC43 / LC70 |                        | LS1 / LS2             | LS60 / LS75 / LS80                | LS85                                       |                      |                               |              |              |                            |
| フォーサーズ                   |              |                    |                        |                       | L1 / L10                          |                                            |                      |                               |              |              |                            |
| マイクロフォーサーズ           |              |                    |                        |                       |                                   |                                            | G1 / GH1 / GF1       |                               |              | G2           | GH2 / GF2 / G3 / GF3 / GX1 |
| 防水、防塵、対衝撃             |              |                    |                        |                       |                                   |                                            | TS1 (FT1)            |                               |              | TS2 (FT2)    | TS3 (FT3)                  |

## CMキャラクター

### 現在
- 綾瀬はるか - FXシリーズ / GF2 イメージキャラクター
  - 2010年8月19日、「FX700」・「FX70」からCMに登場。新たなメインキャラクターであり、ミラーレス一眼モデルのCMにも出演する。
- 佐藤健 - GF2 イメージキャラクター
  - 2010年、綾瀬はるかと共演。CMのTV放映は12月3日より。それに先立ち11月18日からWebサイトでスペシャルムービーが公開される。

### 過去
- 浜崎あゆみ - FXシリーズ / ZXシリーズ イメージキャラクター
  - 「F7」からCMに登場し、約9年間イメージキャラクターを務めた。キャッチフレーズ「ブレたら負け。」が話題になる。
※同社よりかつて存在していた、デジタルオーディオプレイヤー「D-snap」及びオーディオコンポ「D-dock」と並んでCMイメージキャラクターを勤めていた（どちらも2002 - 2006年まで担当）他、MDプレーヤー（2002 - 2004年）や2002年ソルトレークシティオリンピック・2004年アテネオリンピックキャンペーン商品のCMに出演していた。

2002年
- 『Heartplace』

2003年
- 『RAINBOW』
- 『Because of You』

2004年
- 『CAROLS』

2005年
- 『alterna』
- 『Will』

2006年
- 『Ladies Night 〜another night〜』
- 『JEWEL』

2007年
- 『part of me』
- 『talkin' 2 myself』

2008年
- 『Mirrorcle World』
- 『GREEN』

2009年
- 『NEXT LEVEL』
- 『Sunset 〜LOVE is ALL〜』

2010年
- 『Don't look back』

- 樋口可南子・鳥居かほり・鈴木慶江・高橋まりの・森木美和 - ミラーレス一眼モデル イメージキャラクター
  - 2008年9月12日、「DMC-G1」の特徴である小さくて軽いことをアピールするため、「女流一眼隊」としてイメージキャラクターに起用[5]。 「一眼あそばせ」で締めくくられる。
- 綾小路きみまろ・長山藍子 - DMC-TZ3 / TZ5 イメージキャラクター
  - 「TZ3」、「TZ5」に限り、イメージキャラクターに起用されていた。
- 中村明花・鳥澤奈央・清水蔵之介 - DMC-FX70 イメージキャラクター
  - FX70のCMに限り登場。 CM以外の広告展開では引き続き浜崎あゆみが起用されていた。

## 主な出来事
2024年、「LUMIX」シリーズのミラーレス一眼カメラ「DC-S9」の公式サイトにあたかも本カメラで撮影したような写真を掲載していたが、ストックフォトであることが判明し、その後謝罪した。